# پارک فناوری پردیس
پارک فناوری پردیس به‌عنوان بزرگ‌ترین پارک فناوری منطقه غرب آسیا،  یکی از سازمان‌های زیرمجموعهٔ معاونت علمی و فناوری و اقتصاد دانش بنیان ریاست‌جمهوری اسلامی ایران، و ترکیب هیئت امنای ۱۴نفره از وزارتخانه‌ها، مراکز و افراد علمی و دانشگاهی، در ۲۰کیلومتری شمال‌شرق تهران و روبروی شهر جدید پردیس و جنب روستای کرشت، در محدودهٔ فعلی به وسعت 145 هکتار واقع شده‌است. 

## تاریخچه رویدادها
- برنامه‌ریزی طراحی و ساخت این پارک در سال ۱۳۷۹ آغاز شد و در سال ۱۳۸۰ پس از بررسی چندین نقطه در تهران و اطراف آن ازقبیل شهر جدید پرند، شهر جدید هشتگرد و شهر جدید پردیس، درنهایت، زمینی در مجاورت سایت ماهوارهٔ مخابرات ایران در محدودهٔ شهر جدید پردیس به‌عنوان مکان ایجاد پارک انتخاب شد. نزدیکی به تهران، شرایط مناسب آب‌وهوایی و زیرساخت‌های مناسب منطقه ازجمله دلایل انتخاب این مکان جهت احداث پارک فناوری پردیس بوده‌است.

- موافقت اصولی تاسیس پارک فناوری پردیس در سال 1382 توسط شورای گسترش آموزش عالی وزارت علوم، تحقیقات و فناوری صادر و اساسنامه آن نیز در سال 1384، به تصویب این شورا رسید و ساختار پارک به صورت مستقل شکل گرفت.

- با تصویب هیات وزیران در سال 1384 و در قالب سند ملی توسعه استان‌های کشور، برنامه ایجاد و توسعه مراکز تحقیقات نظری و کاربردی با عملکرد ملی و فراملی و پارک‌های فناوری در استان و تبدیل پارک فناوری پردیس به مرکز کارکردی پارک‌های فناوری کشور، منطقه خاورمیانه و آسیای مرکزی ابلاغ شد.
- طی سال‏های 1384 و 1385 مجموعه ستادی به همراه اولین شرکت‏ها در مجموعه پارک مستقر شدند و پارک از ردیف بودجه عمومی اعتبارات تملک دارایی‌های سرمایه‌ای و هزینه‏ای برخوردار گردید.
- در سال 1386 اساسنامه «مرکز رشد فناوری نخبگان» به تصویب شورای گسترش آموزش عالی وزارت علوم، تحقيقات و فناوري رسید و از سال 1387 به عنوان یکی از واحدهای تابعه پارک فعالیت‌های خود را آغاز نمود.

- بیانیه چشم انداز و اهداف بلند مدت پارک در سال 1391 به تصویب رسید و همچنین در این سال بر اساس نقشه جامع علمی کشور و با ابلاغ شورای عالی انقلاب فرهنگی، مسوولیت ساماندهی فن‌بازارهای کشور و ایجاد فن‌بازار ملی ایران توسط پارک فناوری پردیس به‌طور رسمی آغاز شد.پارک و شعب آن

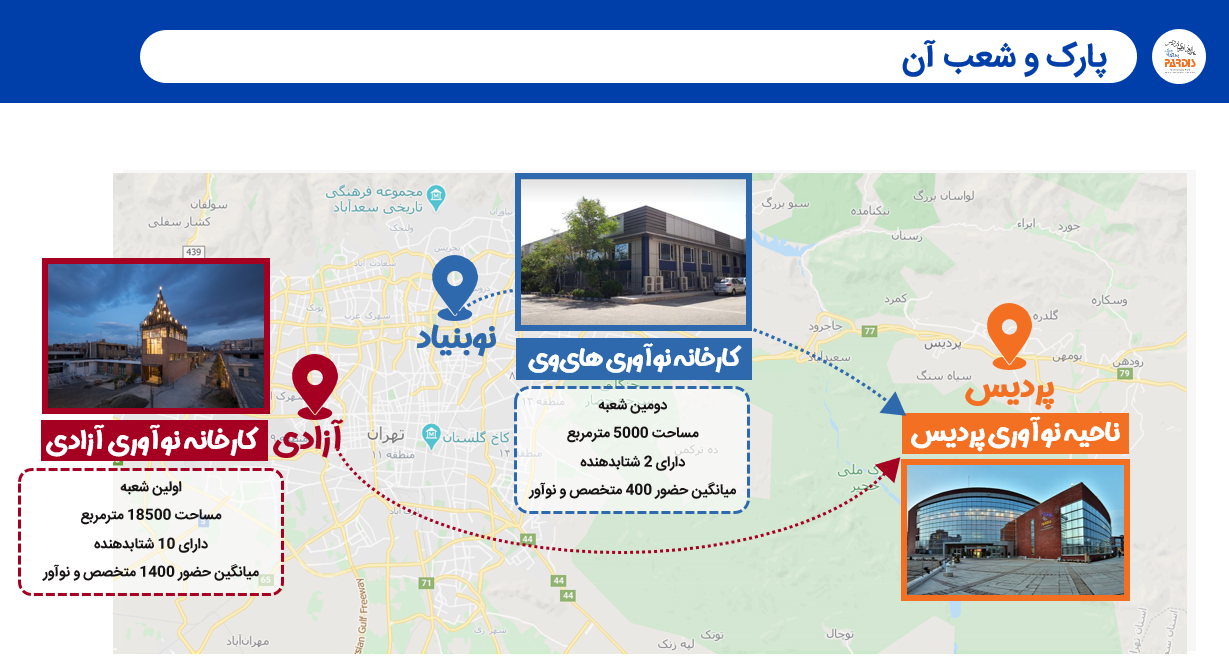
پارک و شعب آن

- در سال 1392 عملیات اجرایی آماده «پردیس دانش» به وسعت 18 هكتار آغاز شد. همچنین در این سال پارک اقدام به تاسیس شبكه تبادل فناوري كشورهاي عضو گروه D8 (D8-TTEN) و  بنیان‌گذاری جایزه مصطفی به عنوان بزرگترین جایزه علمی جهان اسلام نمود که به صورت دوسالانه برگزار می‌شود.
- با توجه به استقبال چشمگیر شرکت‌های فناور و دانش‌بنیان فعال در حوزه سلامت در پارک فناوری پردیس، در سال 1392 موافقت اصولی تاسیس پارک فناوری سلامت به عنوان یکی از مراکز مستقر در پارک فناوری پردیس و اولین پارک فناوری سلامت کشور توسط وزارت بهداشت، درمان و آموزش پزشکی نیز صادر گردید و اساسنامه آن در سال 1393 به تصویب شورای گسترش دانشگاه‏های علوم پزشکی وزارت بهداشت، درمان و آموزش پزشکی رسید. در سال 1393 تمليك و تثبيت اراضي پرديس كارآفريني به وسعت 31 هکتار انجام شد.
- در سال 1392 «نمايشگاه بين‌المللي فناوري و نوآوريINOTEX » نیز توسط پارک طراحی و راه‌اندازی شد که به صورت سالانه برگزار می‌شود.
- در سال 1393 «مرکز شتابدهی نوآوری» برای ساماندهی به امور شتابدهنده‌های فناوری و رویدادهای کارآفرینی در کشور توسط پارک تاسیس شد، همچنین در سال 1397 «کارخانه نوآوری آزادی و کارخانه نوآوری های‌وی» در تهران به عنوان شعب پارک و محلی برای استقرار و فعالیت تیم‌های استارتاپی افتتاح شدند.
- در سال 1399 نیز قرارداد الحاق 20 هکتار جدید به پارک در مجاورت پردیس کارآفرینی منعقد گردید و پارک فناوری اقتصاد دیجیتال نیز در زمینی به مساحت 30 هکتار به مجموعه پارک فناوری پردیس ملحق گردید. همچنین در این سال، تفاهم‌نامه‌ «تقویت زیست‌بوم فناوری و نوآوری استان تهران» با مرکزیت شرق استان و استفاده از حداکثر ظرفیت‌ها و امکانات و تسهیلات طرفین برای گسترش سخت‌افزاری و نرم‌افزاری ناحیه نوآوری پردیس مابین معاونت علمی و فناوری و اقتصاد دانش بنیان ریاست‌جمهوری اسلامی ایران و استانداری تهران منعقد گردید.
- در سال 1400 نیز دانشگاه خاتم با بیش از 1800 دانشجو به مجموعه سازمان پارک فناوری پردیس اضافه شد تا پس از استقرار کامل در ناحیه، فعالیت‌های علمی و آموزشی خود را همراستا با فعالیت‌ها و نیازهای واحدهای فناور مستقر در این ناحیه ادامه دهد.[۲]
- چشم‌انداز سازمان پارک فناوری پردیس تبديل‌شدن به بزرگترين منطقه توليد و تجاري‌سازي فناوري در غرب آسيا، با وسعت بيش از 1000 هكتار، در راستاي افق سند چشم‌انداز كشور با جهت‌گيري قدرت اول علمي و فناوري در منطقه مذکور است.

## زیرساخت‌ها و دارایی‌ها

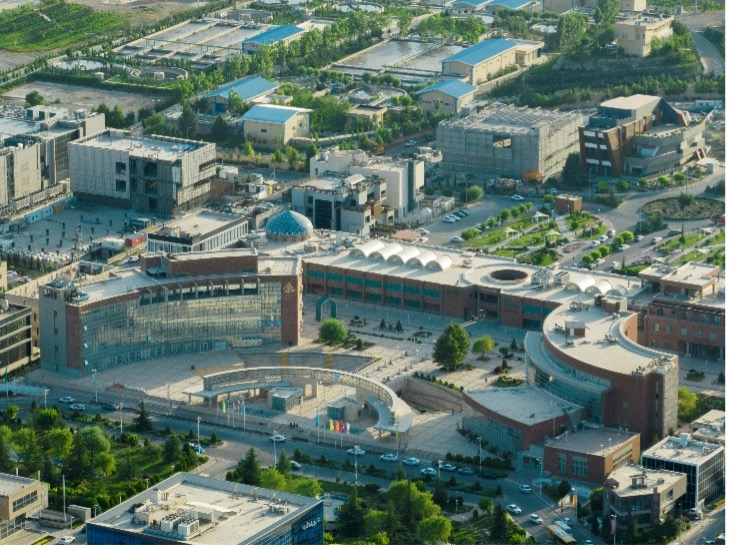
نمایی از پارک فناوری پردیس

### اراضی
- محدوده عملیاتی پارک فناوری پردیس تاکنون در 3 فاز پردیس نوآوری، پردیس دانش و پردیس کارآفرینی به همراه دانشگاه آزاد واحد ناحیه نوآوری پردیس، مجموعا به وسعت 100 هکتار توسعه یافته است. در حال حاضر پردیس نوآوری به مساحت 20 هكتار و پرديس دانش به مساحت 18 هكتار به طور کامل به بهره‌برداری رسیده است که این اراضی شامل ساختمان ستادی، فضاهای استیجاری برای واحدهای فناور کوچک، زمین و ساختمان‌های تملیکی واحدهای فناور بزرگ، ساختمان‌های خدمات عمومی و فضای سبز عمومی می‌باشد. عملیات آماده‌سازی پردیس کارآفرینی (فاز سوم) در زمینی به مساحت 33 هکتار نیز در حال اتمام است و بخشی از آن به واحدهای فناور واگذار شده است که عملیات عمرانی واحدهای فناور در این اراضی در حال پیشرفت است.
- همچنین 2 شعبه پارک نیز در شهر تهران در قالب کارخانه‌های نوآوری آزادی و های‌وی با وسعتی مجموعا بیش از 2 هکتار در حال فعالیت هستند.
- تفاهم‌نامه ایجاد «پردیس اقتصاد دیجیتال» پارک فناوری پردیس مابین معاونت علمی و فناوری و اقتصاد دانش بنیان ریاست‌جمهوری اسلامی ایران و وزارت ارتباطات و فناوری اطلاعات در اراضی متعلق وزارتخانه مذکور به وسعت 30 هکتار به عنوان چهارمین فاز پارک در سال 1399 منعقد شد[۳] و تملک بخشی از اراضی توسعه پارک به وسعت 327 هکتار نیز در سال 1400 انجام شده است.
- همچنین دانشگاه خاتم با 50 هکتار وسعت و دانشگاه آزاد با 25 هکتار وسعت در ضلع غربی و شرقی فاز سوم پارک به عنوان یکی از اجزای مهم ناحیه نوآوری پردیس مستقر هستند.
- افق 15 ساله توسعه پارک، گسترش آن به وسعت 1000 هکتار در اراضی مجاور پردیس کارآفرینی و ایجاد ناحیه نوآوری پردیس است که در خصوص آن در بخش‌های بعدی بیشتر توضیح داده خواهد شد.

### فضاهای پژوهش و فناوری
در ايجاد فضاي كالبدي پارک فناوری پردیس به عنوان‌ يک فضای شهری نوین، از ابتدای شکل‌گیری، در ایجاد زیرساخت ها و ساختمان ها رعایت شرایط زیست محیطی و پیاده کردن استانداردهای وابسته به آن، جلوگیری از هدر رفت انرژی و منابع مالی، بالا بردن کیفیت ساخت با استفاده از فناوري‌های نوین و حفظ و ارتقاء فضای سبز در ایجاد زیرساخت‌ها و ساختمان‌ها، مدنظر قرار گرفته است. همچنین کمیته معماری پارک فناوری پردیس با نظارت بر طراحی و اجرای ساختمان‌های ساخته شده توسط شرکت‌ها همواره تلاش دارد تا چشم‌انداز جذاب و نوآورانه پارک حفظ شود.
ساخت ساختمان‌هایی با کاربری‌های مختلف در قالب مركز فناوري سراج، مجتمع تجاري‌سازي و فن‌بازار، فضای کار اشتراکی، برج فناوري، مجتمع فرهنگی،‌ تجاری و رفاهی، ساختمان‌های چند مستاجره و مجتمع ورزشی چندمنظوره مجموع زیربنای بالغ بر 49500 مترمربع نيز در دستور كار ستاد پارك بوده است که به بهره‌برداری رسيده است.
تا سال 1400 بالغ بر 338591 مترمربع فضاهای پژوهشی و فناوری در پارک فناوری پردیس برای استقرار و فعالیت واحدهای تحقیق و توسعه شرکت‌های دانش‌بنیان در پارک و شعب آن ایجاد شده است که حدود 93 درصد آن با سرمایه‌گذاری بخش خصوصی و رقمی بالغ بر 77000 میلیارد ریال انجام شده است.
یکی از المان‌های جذاب که در پارک ایجاد شده است،‌ هواپیمای ایلوشین 62 می‌باشد که در سال 1395 به پارک منتقل شد و با ایجاد تغییر و بازسازی فضای داخلی آن، تبدیل به موزه علوم و فنون هوایی شده است.

### تاسیسات زیربنایی
یکی از وظایف مهم پارک‌ها،‌ ایجاد فضای شهری مناسب و تامین زیرساخت‌های مورد نیاز آن است. تاسیسات زیربنایی در پارک شامل تاسیسات برق فشار متوسط و فشار ضعیف، شبکه گاز، شبکه کابل مسی مخابرات و فیبر نوری، شبکه آب و فاضلاب و آبیاری (قطره‌ای و مکانیزه) فضای سبز و شبکه روشنایی معابر در پردیس نوآوری و پردیس دانش می‌باشد که بخشی از آن در شبکه‌ای از تونل‌ها مجموعا به طول حدود 5500 متر توسعه یافته است. تاسیسات پردیس کارآفرینی نیز در حال تکمیل می‌باشد. در ادامه به بیان بخش‌هایی از اقدامات انجام شده در زمینه توسعه زیرساخت‌های پارک و خدمات عمومی و شهری پرداخته شده است.

#### شبکه آب و فاضلاب
وجود منابع آب کافی مهم‌ترین عامل برای ایجاد و گسترش سکونت گاه‌ها و اماکن صنعتی و غیرصنعتی می‌باشد. در این خصوص تامین منابع آبی مناسب و کافی برای مصارف مختلف در پارک فناوری پردیس همواره مورد توجه مسئولان بوده است. در این راستا ظرفیت انشعاب آب با دبی 50 لیتر بر ثانیه برای شرکت‌های فناور و دانش‌بنیان در فاز‌های مختلف پارک تامین شده است. به همین تناسب نیز سیستم دفع فاضلاب شامل ایستگاه‌های جمع‌آوری و پمپاژ فاضلاب برای ارتباط با تصفیه‌خانه شهر پردیس نیز ایجاد گردیده است.

#### شبکه برق
وجود یک شبکه پایدار برق، از نیازهای اساسی ادامه فعالیت هر واحد صنعتی و تولیدی است. توسعه و تقویت شبکه برق پارک یکی از فعالیت‌هایی بود که همواره در دستورکار معاونت فنی و مهندسی پارک بوده است. با توسعه شبکه برق پارک از بدو تاسیس تاکنون، ظرفیت شبکه برق پارک به 120 مگاولت آمپر رسید.
از مهم‌ترین پروژه‌هایی که در طی سالیان متمادی در پارک به بهره‌برداری رسید می‌توان به طراحی و احداث زیرساخت‌های پردیس دانش و پردیس نوآوری، خرید و نصب انشعابات، احداث پست سیار 63.20 کیلوولت،‌ جابجایی خطوط تغذیه شبکه، احداث خط انتقال پست وتوسعه فیدر، راه اندازی شبکه برق 20 کیلوولت فاز 2،‌ احداث پست دایم 63.20 کیلوولت با ظرفیت 80 مگاولت آمپر و سرمایه‌گذاری 500 میلیارد ریالی بخش خصوصی و دولتی اشاره کرد. انجام این پروژه‌ها موجب افزایش توان و پایداری شبکه برق پارک شده است. همچنین شبکه دیزل ژنراتورها با ظرفیت 1415 کیلوولت آمپر به ارزش 100 میلیارد ریال برای تامین برق اضطراری ساختمان‌های ستادی و چندمستاجره احداث شد.

#### شبکه‌های مخابراتی
یکی از زیرساخت‌های مورد نیاز شرکت‌های فناور عضو پارک به خصوص شرکت‌هایی که در حوزه ارتباطات و فناوری اطلاعات فعالیت می‌کنند، زیرساخت‌های تبادل اطلاعات قوی و مطمئن است. با توسعه شبکه فیبر نوری در پارک،‌ در حال حاضر برای تمامی شرکت‌های پارک امکان برقراری ارتباطات دیتا با پهنای باند دلخواه از طریق فیبر نوری وجود دارد. شبکه فیبر نوری پارک متشکل از بیش 24 کیلومتر کابل‌کشی است که در حال حاضر بیش از 100 شرکت عضو پارک به این شبکه متصل شده‌اند. علاوه بر این حدود 10 کیلومتر شبکه کابل مسی مخابرات نیز با ظرفیت بالغ بر 10000 خط ایجاد شده است. مرکز مخابرات پارک  با تجهیزات دسترسی و انتقال و غیره رفته رفته تبدیل به یکی از مراکز مخابراتی مهم کشور می‌شود که هیچگونه محدودیتی برای ارائه انواع سرویس‌های مخابراتی به شرکت‌های مستقر در پارک وجود ندارد.
علیرغم قرارگیری پارک فناوری پردیس در منطقه کوهستانی و ضعیف بودن زیرساخت فیبر نوری در این منطقه، ‌مرکز مخابرات پارک از مسیرهای متعدد در بستر فیبر نوری به سایت ماهواره‌ای بومهن، ‌مراکز مخابراتی منطقه و مرکز LCT‌ تهران متصل است که موجب شده است قطعی شبکه فیبر نوری در پارک به حداقل برسد.

#### شبکه‌های گاز
در جهت تامین انرژی مورد نیاز شرکت‌های فناور و دانش‌بنیان در پارک فناوری پردیس، با احداث ایستگاه تقلیل فشار گاز و ایجاد شبکه گاز با ظرفیت بیش از 10000 متر مکعبی، شرایطی فراهم شده است تا همواره انرژی مورد نیاز شرکت‌های عضو مهیا باشد.

#### معابر وفضای سبز
توسعه و نگهداری فضاهای شهری و عمومی پارک از جمله اقداماتی است که با کمک شرکت‌های عضو و با محوریت ستاد پارک انجام می‌شود. در راستای ایجاد سلامت بصری، حفظ سلامت مترددین به پارک و نیل به ایجاد یک فضای شهری پویا و دعوتگر از توجه به فضای سبز تاکنون فضاهای سبز در نقاط مختلف پردیس نوآوری و پردیس دانش احداث شده است. 
در حال حاضر در پردیس فناوری و پردیس دانش مجموعا 30567 مترمربع فضای سبز وجود دارد که با 90 گونه گیاهی پوشانده شده است و همچنین 50000 مترمربع فضای سبز شامل بیش از 160 گونه گیاهی برای پردیس کارآفرینی طراحی و اجرا شده است که این فضاها تقریبا 15 درصد از مساحت این اراضی را پوشش می‌دهد.

#### خدمات شهری و عمومی
مراکز ارائه‌دهنده خدمات عمومی و وجود زیرساخت‌های شهری یکی از نیازهای اساسی شرکت های فناور و دانش‌بنیان در پارک است که برای استفاده کارکنان شاغل در پارک فراهم شده است. وجود این امکانات در پارک موجب شده است تا بسیاری از نیازهای روزمره شاغلین در پارک در داخل پارک تامین شود. همچنین این فضاها موجب شده است تا پرسنل و متخصصان فعال در شرکت‌های مختلف پارک در طی روز با یکدیگر برخورد چهره به چهره داشته باشند و به انتقال تجربیات با یکدیگر و تبادل ایده‌های با یکدیگر بپردازند.
با تکمیل و بهره‌برداری مجتمع خدمات رفاهی پارک، فعالیت مراکز ارائه‌دهنده خدمات عمومی در پارک به 21 مرکز افزایش یافت. از جمله این خدمات و مراکز عمومی موجود در پارک می‌توان به موارد زیر اشاره کرد:
- هتل (دارای 27 اتاق با ظرفیت بالغ بر 80 تخت)؛
- مهدکودک (با ظرفیت پذیرش 50 کودک)؛
- فاطمه الزهرا؛
- شعبه بانک ملی و باجه های چند بانک دیگر;
- دفتر پیشخوان دولت;
- مرکز خدمات درمانی؛
- پیرایشگاه آقایان؛
- اتاق جلسه مجموعا به ظرفیت 114 نفر؛
- سالن کنفرانس با ظرفیت 115 نفر؛
- سالن همایش با ظرفیت 280 نفر؛
- تشریفات و تاکسی سرویس؛
- سرویس‌های حمل و نقل عمومی؛
- باجه‌های خدمات‌رسانی 6 بانک؛
- نمایندگی بیمه و آژانس مسافرتی؛
- رستوران و کافی شاپ؛
- سوپرمارکت؛
- نانوایی؛
- امکانات ورزشی (شامل سالن بدنسازی، استخر،‌ سونا و جکوزی)؛
- مرکز خدمات خودرویی.

علاوه بر این،‌ ساختمان ورزشی چندمنظوره نیز با مساحت 7500 مترمربع نیز احداث گردید. این مجموعه شامل زمین فوتبال، ‌والیبال و بسکتبال، رختکن، سالن بدنسازی، سالن اقامت یا اسکان موقت و فضاهای آموزشی و کارگاهی می‌باشد.

## سازمان پارک فناوری پردیس

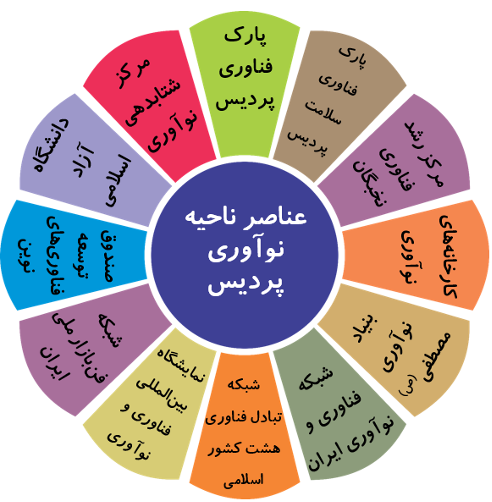
شکل 1: سازمان پارک فناوری پردیس

سازمان پارک فناوری پردیس شامل اجزای مستقلی است که همسو و هماهنگ با یکدیگر در پهنه‌ای به وسعت زیست‌بوم فناوری و نوآوری کشور در حال فعالیت هستند که در شکل زیر نشان داده شده‌اند. در ادامه به شرح اهم اقدامات انجام شده ذیل هر یک از این فعالیت‌ها پرداخته شده است.

### پارک فناوری پردیس و پارک فناوری سلامت پردیس
پارک فناوری پردیس در بدو تاسیس ذیل نهاد ریاست جمهوری فعالیت خود را آغاز کرد و از زمان شکل‌گیری معاونت علمی و فناوری و اقتصاد دانش بنیان ریاست‌جمهوری اسلامی ایران به عنوان یک واحد مستقل از این معاونت به فعالیت خود ادامه می‌دهد. همچنین پارک فناوری سلامت پردیس نیز تاسیس شد تا زمینه ساماندهی و ارایه خدمت متمرکز برای فعالیت واحدهای فناور و شرکت‌های دانش‌بنیان در حوزه فناوری‌های سلامت را فراهم نماید.
پارک فناوری پردیس همانند سایر دستگاه‌های پژوهشی و فناوری کشور در ساختار هیات امنایی اداره می‌شود. ریاست هیات امنای پارك فناوری پردیس بر عهده معاون اول محترم رییس‌جمهور قرار گرفته است و معاون علمی و فناوری رییس‌جمهور به‌عنوان نایب رییس هیات امنا و 14 تن دیگر از وزرا، معاونان وزير و شخصیت‌های علمی، فناوری، اقتصادی، علمی و دانشگاهی کشور ساير اعضاي آن می‌باشند.
واحدهای فناور، مهم‌ترین عنصر تشکیل دهنده پارک فناوری پردیس هستند که بیشترین سهم در عملکرد اقتصادی مجموعه پارک را به خود اختصاص می‌دهند. در حال حاضر  بیش از 600 واحد فناور و کارگزار ارائه دهنده خدمات تخصصی کسب و کار در پارک مشغول به فعالیت هستند. که از این میان 131 شرکت دارای تاییدیه دانش‌بنیانی می‌باشند. علاوه بر شرکت‌هایی که در حال حاضر عضو پارک فناوری پردیس هستند، از ابتدای شروع به کار پارک در مدت 20 سال،  348 شرکت فناور نیز برای مدتی پیشبرد فعالیت‌های خود را در محل پارک فناوری پردیس پیگیری نمودند و سپس از پارک خارج شدند.

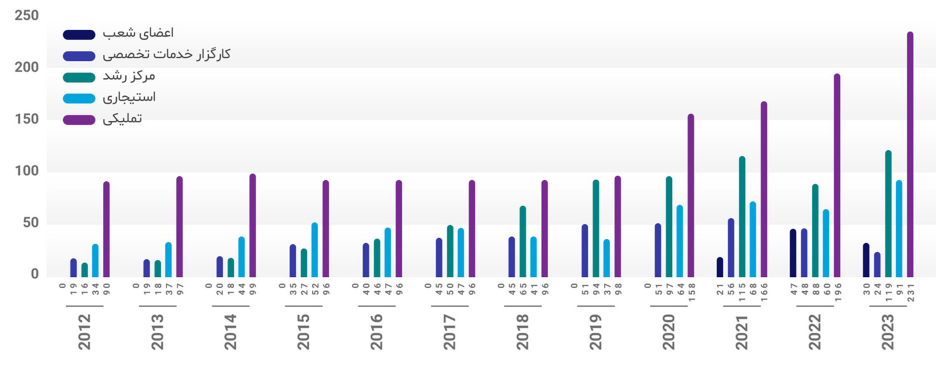
تعداد واحدهای فناور عضو پارک فناوری

بسیاری از شرکت‌های عضو خانواده پارک فناوری پردیس محصولاتی تولید می‌کنند که تعداد معدودی از کشورهای دنیا به فناوری تولید آنها دست یافته اند و همچنین تولیدات خانواده پارک فناوری پردیس پاسخگوی بسیاری از نیازهای کشور در زمینه محصولات تحریمی است و از اینرو پارک فناوری پردیس نقش بسزایی در تجاری‌سازی نتایج پژوهش‌های علمی، خودکفایی کشور در حوزه فناوری‌های پیشرفته و خنثی‌سازی اثر تحریم‌های ظالمانه علیه کشور دارد. 
فعالیت مجموعه پارک فناوری پردیس علاوه بر تامین نیازهای داخلی کشور، موجب جلوگیری از خروج ارز از کشور می‌شود که این میزان تنها طی سالهای 1398 و 1399 بیش از 353 میلیون دلار در سال می‌شود که می‌تواند بسیار بیش از این مقدار افزایش یابد.  
واحدهای فناوری که به عضویت پارک درآمده‌اند به طور مستمر تحت نظارت قرار دارند تا روند رشد و پیشرفت آنها همواره ادامه داشته باشد. علاوه بر واحدهای فناور، شرکت‌های ارائه کننده خدمات تخصصی کسب و کار نیز در پارک فناوری پردیس مشغول به فعالیت هستند که در حال حاضر تعداد آنها به 51 مورد می‌رسد.

### عملکرد شرکت‌های عضو
مجموع فروش واحدهای فناور مستقر در پارک فناوری پردیس طی سال‌های 1385 تا 1399، به رقمی بالغ بر 600 هزار میلیارد ریال بوده که بیش از 77 درصد از این میزان طی 5 سال اخیر محقق گردید. بر اساس اطلاعات عملکرد شرکت‌ها طی این سال‌ها، ‌میزان فروش شرکت‌ها به طور میانگین، سالانه 39 درصد رشد داشته است.

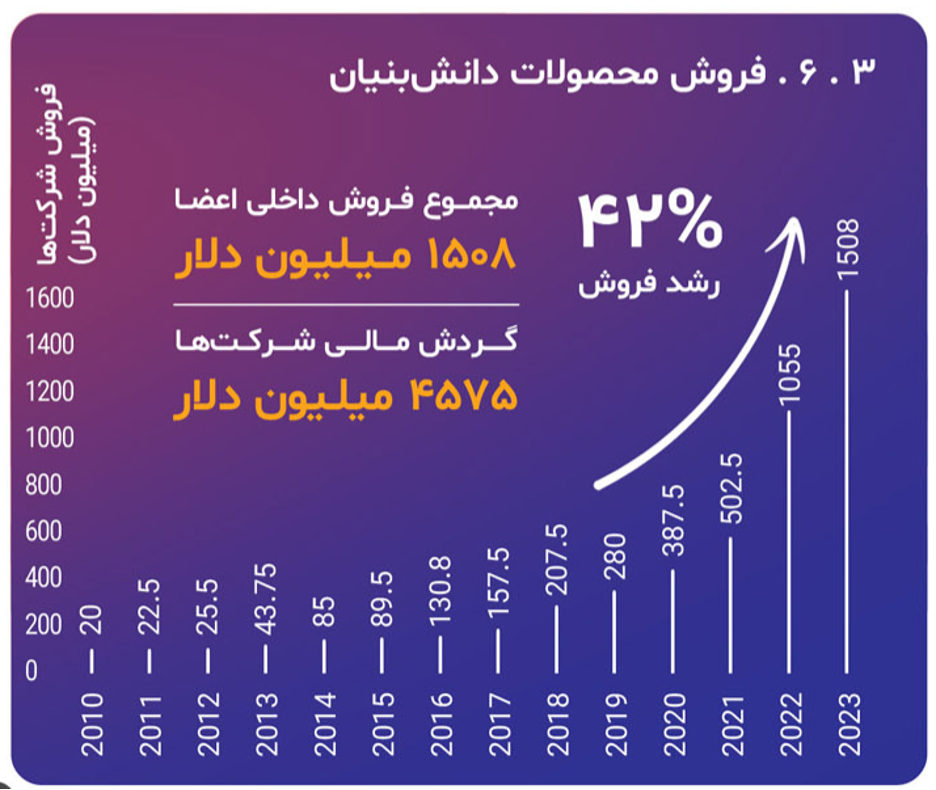
فروش محصولات دانش‌بنیان

همچنین صادرات محصولات و خدمات شرکت‌های عضو پارک فناوری پردیس طی سال‌های 1389 تا 1399 بیش از 305 میلیون یورو بوده است. محصولات صادراتی واحدهای فناور عضو پارک با بیش از 50 عنوان محصول به 22 کشور در قاره آسیا، ‌اروپا و آفریقا صادر می‌شود. لازم به توضیح است که صادرات شرکت‌های عضو پارک فناوری پردیس نیز همانند بسیاری از بخش‌های کشور تحت تاثیر افزایش فشار تحریم‌های اقتصادی قرار گرفته است. اما با این وجود، محصولات فناورانه شرکت‌های عضو این پارک همچنان مورد تقاضای مشتریان بین‌المللی است. 
در انتهای سال 1400، حدود بیش از 8200  نفر پرسنل در مجموعه پارک فناوری پردیس، واحدهای تابعه و شعب آن مشغول به فعالیت بودند که به طور متوسط رشد سالیانه حدود 12 درصد داشته و این تعداد معادل حدود 13 درصد از مجموع پرسنل شاغل در کل پارک‌های علم و فناوری کشور بوده است. 
بر اساس گزارش های منتشر شده از پارک‌های علم و فناوری کشور، در سال 1398 بیش از 81 درصد از کل فروش و بیش از 31 درصد از کل صادرات واحدهای فناور مستقر در پارک‌های علم و فناوری کشور توسط شرکت‌های عضو  پارک فناوری پردیس محقق گردید که این موضوع بیانگر پیشتازی پارک فناوری پردیس در توسعه اقتصاد دانش‌‌بنیان کشور است.
تا پایان سال 1400 حدود 281000 مترمربع فضاهای پژوهش و فناوری توسط بخش خصوصی در 328331 مترمربع اراضی واگذار شده به شرکت‌ها در پارک فناوری پردیس احداث و تجهیز شد که سرمایه‌گذاری معادل 77000 میلیارد ریال سرمایه‌گذاری است که معادل با 7.4 درصد بودجه عمرانی سال 1400 کل کشور است. این مقدار معادل 25 برابر سرمایه‌گذاری دولتی انجام شده در این پارک است.

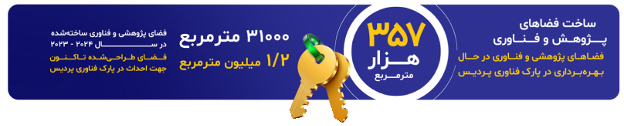
مجموع فضاهای پژوهش و فناوری ساخته شده

با تکمیل ساختمان‌های در حال ساخت و همچنین فازهای توسعه‌ای پارک فناوری پردیس، تعداد پرسنل مشغول در این پارک به بیش از 60 هزار نفر خواهد رسید و این پارک به یکی از قطب‌های اصلی جذب و اشتغال نیروهای متخصص و دانشمندان جوان کشور تبدیل خواهد شد.
طی 10 سال اخیر بالغ بر 2012 عنوان نوآوری توسط شرکت‌های عضو پارک به وقوع پیوست که شامل طراحی و تولید محصولات جدید و ارتقا یافته، بومی‌سازی دانش فنی،‌ ثبت اختراع، پروژه‌های مشترک طراحی و تولید محصول با شرکت‌های داخلی و خارجی بوده است. در حال حاضر بالغ بر 1800 محصول فناورانه توسط اعضای پارک تولید می‌شود که بسیاری از این محصولات در کشور و حتی دنیا نمونه مشابه ندارند.

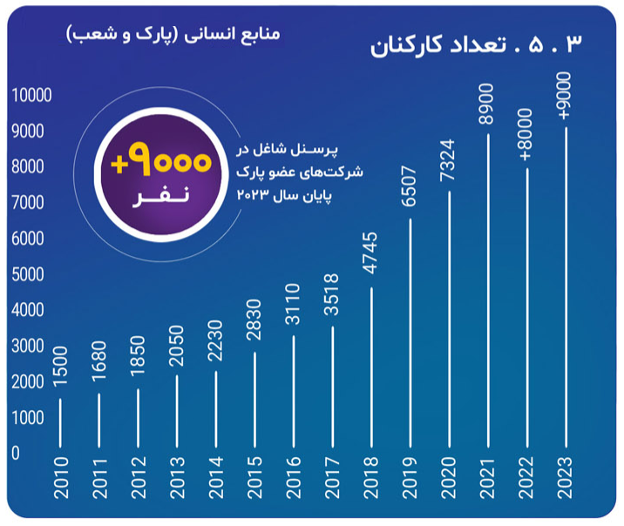
منابع انسانی مستقر(در پارک و شعب)

شرکت‌های عضو پارک، علاوه بر همکاری و انجام پروژه‌های مشترک با طرف‌های خارج از پارک، پروژه‌های تحقیقاتی و تولیدی مشترکی با سایر شرکت‌های عضو پارک تعریف می‌کنند که این امر موجب ارتقا هم‌افزایی شرکت‌ها در پارک و تقویت خوشه‌های فناوری موجود در پارک می‌شود. در سال‌های گذشته به طور میانگین سالانه 30 پروژه‌ و همكاري مشترك بين شركت‌هاي عضو پارک و همچنین 23 پروژه تحقيق و توليد مشترك بین شرکت‌های عضو پارک و شرکت‌های خارجی از كشورهای مختلف تعریف و اجرا شد.
ارتباط با دانشگاه‌ها و مراکز پژوهشی از مهم‌ترین کانال‌های ارتقاء سطح فناوری شرکت‌های دانش‌بنیان است. اعضای پارک فناوری پردیس نیز در این زمینه همکاری‌های مختلفی با دانشگاه‌ها و مراکز پژوهشی دارند که تعداد این پروژه‌های همکاری بیش از 1106 مورد بوده است. اهم این همکاری‌ها در زمینه‌های اشتراک‌گذاری متقابل امکانات آزمایشگاهی و کارگاهی بین شرکت‌ها و دانشگاه‌ها، تعریف پروژه‌های تحقیقاتی مشترک بین شرکت‌ها و دانشگاه‌ها و مراکز پژوهشی، همکاری در تعریف و انجام پایان‌نامه تحصیلات تکمیلی و انتشار مقالات علمی- پژوهشی صورت می‌گیرد.
مهم‌ترین فعالیت شرکت‌های دانش‌بنیان، فعالیت‌های تحقیق و توسعه است و یکی از سرفصل‌های مهم هزینه‌کردهای شرکت‌های فناور و دانش‌بنیان، ‌هزینه‌کرد در تحقیق و توسعه است. شرکت‌های عضو پارک طی سال 1394 تا 1399، مبلغی بالغ بر 18567 میلیارد ریال در این بخش هزینه‌کرده‌اند که معادل حدود 4 درصد از کل فروش آنها بوده است. البته این نسبت به واسطه ماهیت شرکت‌های نوپا، برای شرکت‌های عضو مرکز رشد پارک بیش از 80 درصد از فروش است.

### عملکرد ستاد پارک

##### مزایای عضویت و استقرار در پارک
واحدهای فناور با عضویت و استقرار در پارک فناوری پردیس از مزایای مختلفی بهره‌مند می‌شوند که در جهت تسهیل و تسریع تولید، توسعه و تجاری‌سازی محصولات دانش‌بنیان به آنها ارائه می‌شود. از جمله این مزایا می‌توان به موارد زیر اشاره کرد:
- برخورداری از معافیت مالیاتی حقوق پرسنل شرکت‌های عضو؛
- برخورداری شرکت‌های عضو از معافیت مالیاتی حقوق و عملکرد؛
- پذیرش قراردادهای مربوط به حق بهره‌برداری شرکت‌ها از زمین در پارک به‌عنوان وثیقه بانکی؛
- تسری تسهیلات خدمت تخصصی نظام وظیفه به شرکت‌های عضو؛
- معافیت از پرداخت عوارض ساخت برای شرکت‌های عضو؛
- سهولت در اخذ پروانه تولید و تاییدیه‌های محیط‌زیستی برای شرکت‌های تا رده 3؛
- برخورداری شرکت‌ها از مزایا و خدمات پارک در قالب آیین‌نامه حمایتی؛
- برخورداری از راهنمایی‌ها مشاوران و منتورها در کلیه مراحل تجاری‌سازی و فروش محصولات؛
- استفاده از خدمات کارگزاران خدمات تخصصی کسب و کار؛
- بهره‌مندی از کمک‌ها و حمایت‌های مادی و معنوی پارک در زمینه بازاریابی و فروش داخلی و خارجی محصولات؛
- امکان استفاده از شبکه فعالان زیست‌بوم فناوری و نوآوری کشور.

#### تسری معافیت‌ها و مزایای قانونی
پارک فناوری پردیس طی سالیان اخیر در زمینه پیشنهاد وضع و اصلاح قوانین و مقررات کشوری اقداماتی را انجام داده است که تمامی مراکز رشد و پارک‌های علم و فناوری کشور از آن بهره‌مند شده‌اند که از جمله آنها  می‌توان به این موارد اشاره کرد:
1. پیگیری برای حذف عوارض ساخت برای شرکت‌های عضو پارک‌‌های علم و فناوری (1389)؛
2. تفویض حق تشخیص معافیت مالیاتی حقوق و عملکرد شرکت‌های عضو پارک‌‌های علم و فناوری به مدیریت پارک‌ها (1391)؛
3. معافیت مالیاتی حقوق پرسنل شرکت‌های عضو پارک‌‌های علم و فناوری (1394)؛
4. پذیرش قراردادهای مربوط به حق بهره‌برداری از زمین شرکت‌ها در پارک‌های علم و فناوری، به‌عنوان وثیقه بانکی(1396)؛
5. حل اختلاف با سازمان تامین اجتماعی در خصوص بهره‌مندی پرسنل شرکت‌های عضو پارک‌‌های علم و فناوری از بیمه بیکاری پرسنل شاغل در پارک‌ها (1396)؛
6. تسری تسهیلات خدمت تخصصی نظام وظیفه به شرکت‌های عضو پارک‌‌های علم و فناوری (1396)؛ در راستای کمک به شرکت‌های دانش‌بنیان و فناور و همچنین و توسعه توانمندسازی نیروی انسانی متخصص کشور، تاکنون بیش از‌ 150 نفر از فارغ‌التحصیلان دانشگاهی از فرصت انجام خدمت تخصصی نظام وظیفه در شرکت‌های عضو پارک استفاده کردند.
7. حل اختلاف مربوط به احتساب مبدا زمانی تسری معافیت مالیات حقوق پرسنل شرکت‌های عضو پارک‌‌های علم و فناوری (1397)؛
8. پیگیری اختصاص سهم شهرداری‌ها از محل وصول مالیات بر ارزش افزوده از مؤدیان عضو پارک‌های علم و فناوری به همان پارک (1398)؛
9. رفع محدودیت صدور جواز تاسیس/ پروانه بهره‌برداری برای بیش از یک متقاضی در یک پلاک ثبتی (1399)؛
10. امکان صدور کد پستی برای هر میز در فضای کار اشتراکی و شعب (1399)؛
11. از جمله مزایای جدیدی که برای شرکت‌های مستقر در پارک از سال 1397 ایجاد شده است، اعمال تعرفه پژوهشی برای برق مصرفی شرکت‌های مستقر در پارک بود که موجب کاهش 66 درصدی در هزینه برق این شرکت‌ها گردید. این موضوع از سال 1400 درکارخانه های نوآوری آزادی و های‌وی نیز برقرار شد که موجب کاهش 90 درصدی در هزینه برق اعضای شعب گردید. همچنین با تصویب هیات وزیران امکان استقرار و صدور پروانه بهره‌برداری برای شرکت‌های فناور تا رده 3 زیست‌محیطی در پارک فناوری پردیس فراهم شده است.
12. مشارکت در تدوین و تصویب قوانین و اسناد توسعه‌ای کشور از جمله:

- قانون حمایت از شرکت‌ها و موسسات دانش‌بنیان و تجاری‌سازی نوآوری‌ها و اختراعات و آیین‌نامه‌های اجرایی آن (1399)؛
- قانون برنامه پنج‌ساله چهارم و پنجم توسعه جمهوری اسلامی ایران (1384 و 1389)؛
- قانون جهش تولید دانش‌بنیان (1400)؛
- معافیت‌ها از پرداخت مالیات بر عملکرد و مالیات بر حقوق پرسنل و مزایای قانونی از جمله مهم‌ترین مزایایی است که شرکت‌های فناور مستقر در پارک فناوری پردیس از آن بهره‌مند می‌شوند؛

#### تجاری‌سازی دانش و توسعه تجارت فناوری
با توجه به خلاءهایی که در زیست بوم فناوری و نوآوری کشور وجود داشت،‌ تامین همه خدمات مورد نیاز شرکت‌های عضو پارک با مشکل مواجه بوده و از همین رو کمک به تسهیل تجاری‌سازی محصولات دانش‌بنیان و افزایش فروش و سودآوری شرکت‌های عضو و حمایت از شکل‌گیری،‌ اصلاح و تقویت پازل‌های این زیست‌بوم،‌ از بدو تاسیس پارک همواره جزء دغدغه‌های مدیریت آن بوده است و بسیاری از فعالیت‌های ستاد پارک به این امر اختصاص یافته است. در ادامه به تشریح بخشی از اقدامات صورت گرفته در این حوزه در سال‌های اخیر پرداخته شده است. 

##### تامین خدمات تخصصی کسب و کار
یکی از خدمات ارائه شده در پارک فناوری پردیس، خدمات تخصصی لازم به‌منظور تجاری‌سازی و فروش محصولات فناورانه و دانش‌بنیان است. پارک فناوری پردیس با ایجاد کریدور خدمات تخصصی با حضور بیش از 50 ارائه‌کننده خدمات در 14 سرفصل خدمت توانسته است بخش زیادی از نیاز شرکت‌های عضو به این‌گونه خدمات را در محل پارک تامین نماید. اهم سرفصل خدمات ارائه شده در کریدور خدمات تخصصی پارک به شرح زیر است. کارگزاران ارائه خدمات در کریدور خدمات تخصصی به‌صورت دوره‌ای مورد ارزیابی قرار می‌گیرند تا ارائه خدمات مطلوب و متناسب با نیاز مشتریان موجود در پارک تضمین گردد.
1. خدمات مديريت، كيفيت و اخذ مجوز و استاندارد؛
2. خدمات مدیریت، ارزش‌گذاری و انتقال فناوری؛
3. خدمات توانمندسازی و تعالی سرمایه انسانی؛
4. خدمات برگزاری رویداد و نمایشگاه؛
5. خدمات فنی، نمونه‌سازی و کارگاهی؛
6. خدمات تامين مالي و سرمايه‌گذاري؛
7. خدمات حقوقی و مالکیت فکری؛
8. خدمات بازرگاني و امور گمركي؛
9. خدمات مدیریت و انتقال فناوری؛
10. خدمات ارزیابی و عارضه‌یابی؛
11. خدمات حسابداری و مالی؛
12. خدمات آزمایشگاهی؛
13. خدمات آموزشی؛
14. خدمات  پژوهشی.

##### تسهیل سرمایه‌گذاری در طرح‌های فناورانه
به‌منظور تأمین سرمایه‌های مورد نیاز شرکت‌های عضو، جهت رشد و توسعه طرح‌ها و پروژه‌های آنان، برنامه های مختلفی در مقاطع زمانی مختلف به فراخور وضعیت رشد و بلوغ شرکت های عضو در پارک فناوری پردیس طراحی و اجرا شده است. 
یکی از برنامه‌های پارک فناوری پردیس به‌منظور کمک به جذب سرمایه‌گذار برای توسعه طرح‌های فناورانه، طراحی و برگزاری رویدادهای استارتاپ‌دمو بود که طرح‌های استارتاپی پس از بررسی و ارزیابی به سرمایه‌گذاران معرفی می‌شوند. تاکنون بیش از 10 رویداد استارتاپ دمو در حوزه‌های مختلف برگزار شد که طی برگزاری آنها بیش از 100 طرح استارتاپی سرمایه‌پذیر به سرمایه‌گذاران معرفی شد.
از سال 1395 رویداد بازار سرمایه‌گذاری طرح‌های فناورانه (Technovest) با رویکرد شناسایی و جذب سرمایه‌گذاران برگزار شد مهم‌ترین اهداف در برگزاری این رویداد بسترسازی لازم برای محقق شدن سرمایه‌گذاری در شرکت‌های فناور و دانش‌بنیان پارک، مرجعیت پارک در زمینه سرمایه‌گذاری حوزه فناوری، ایجاد ارتباط پایدار با سرمایه‌گذاران، شناسایی، تحلیل و رفع چالش‌های موجود بر سر راه سرمایه‌گذاران حوزه فناوری و آموزش سرمایه‌گذاران در زمینه سرمایه‌گذاری حوزه فناوری است.
سرمایه‌گذاران مختلف حاضر در این رویداد شامل صندوق های سرمایه‌گذاری جسورانه، صندوق‌های پژوهشی، بانک‌ها، برخی از بیمه‌ها، برخی از هلدینگ‌ها می‌باشند. در این رویدادها علاوه بر ارائه طرح‌ها به سرمایه‌گذاران نشست‌های تخصصی و بررسی چالش‌های سرمایه‌گذاری در حوزه شرکت‌های دانش‌بنیان و فناور و پنل سرمایه‌گذاری‌های موفق و ناموفق و همچنین بررسی چالش‌های آن نیز برگزار شد.
در این رویدادها مجموعا 25 طرح فناورانه به 50 سرمایه‌گذار معرفی شد و 5 مورد قرارداد جذب سرمایه به مبلغ 200 میلیارد ریال برای طرح‌هایی در حوزه های صنعت آب، تجهیزات پزشکی، ‌لجستیک و حمل و نقل و فناوری اطلاعات منعقد گردید. 

##### کمک به بازاريابي و توسعه بازار محصولات دانش بنيان و فناور
- توسعه بازار محصولات

در زمینه کمک به توسعه بازار محصولات شرکت‌های عضو، برنامه‌های مختلفی توسط پارک طراحی و اجرا شده است که از جمله آنها می توان به موارد زیر اشاره کرد:
- برگزاری 5 رویداد نونمایی با هدف ایجاد فرصت معرفی توانمندی‌ها و محصولات شرکت‌های پارک که در مرحله توسعه بازار قرار دارند و معرفی 15 محصول؛

- برنامه‌ریزی و اجرای برنامه‌های صادرات محور و تعامل و جذب کارگزاران خبره صادراتی در کشورهای مقصد صادراتی همچون عراق، افغانستان، ترکیه، عمان، امارات متحده عربی، کنیا، کشورهای مشترک‌المنافع و غیره؛
- راه‌اندازی پایگاه‌های فروش صادراتی در کشورهای کنیا و عمان و رایزنی برای راه‌اندازی پایگاه‌های جدید در سایر کشورها از جمله ترکیه، سنگال، ونزوئلا، اندونزی و سوریه؛
- تشكيل سبد و بازاریابی محصولات دانش بنيان و فناور با بیش از 1200 محصول؛
- اجراي طرح بازاريابي محصولات دانش بنيان و فناور B2C (فروش محصولات فناور از طريق فروشگاه‌هاي مجازي)؛
- قرار گرفتن 156 محصول فناورانه در لیست فروش فروشگاه‌های اینترنتی.
- برگزاری 5 دوره از رویداد نونمایی به‌منظور معرفی محصولات جدید شرکت‌های عضو.
- معرفی توانمندی‌های شرکت‌های عضو پارک به صنایع بزرگ.
- برگزاری فستیوال‌های عرضه فناوری و اختراعات در حوزه‌های مختلف صنعت.
- ارائه نیاز فناوری (Reverse Pitch)

یکی از مشتریان مهم و بالقوه محصولات شرکت‌های فناور و دانش‌بنیان، سازمان‌ها، صنایع و شرکت‌های دولتی می‌باشند. از طرفی با افزایش شدت تحریم‌ها این سازمان‌ها و دشواری واردات بسیاری از قطعات و فناوری‌ها به کشور،‌ شرکت‌های بزرگ و دولتی به تولیدات داخلی رو آورده‌اند. پارک فناوری پردیس تلاش دارد تا با اجرای برنامه‌های مختلف، نقش حلقه واسط بین عرضه و تقاضای فناوری‌ها را ایفا نماید. از اینرو در زمینه تقاضای فناوری، 20 رویداد ارائه نیاز فناوری (Reverse Pitch) سازمان‌ها و شرکت‌های مختلف توسط پارک فناوری پردیس طراحی و برگزار شد که نتیجه آن شناسایی بیش از 85 نیاز فناورانه سازمان‌های دولتی بوده است.
برگزاری نشست‌های تعریف همکاری مشترک با صنایع دولتی و استقرار دفاتر خودکفایی صنایع دولتی در پارک نیز از جمله اقدامات پارک فناوری پردیس در زمینه توسعه بازار محصولات B2G شرکت‌های عضو از طریق احصاء نیازهای فناوری صنایع بوده است.
- توسعه و ترویج بازار دارايي فكري

بازار دارایی فکری با هدف عرضه عمومی مصادیق مالکیت فکری، نوآوري‌ها (اختراعات)، طرح  های صنعتی، علائم تجاری و ايجاد زمينه براي تجاری  سازی و صنعتي‌سازي آنها از طریق واگذاری، سرمایه-گذاری(مشارکت)، اعطای لیسانس و غیره با همکاری معاونت علمي و فناوري رياست‌جمهوري، سازمان بورس و اوراق بهادار، پارک فناوری پردیس و به میزبانی شرکت فرابورس ایران از خردادماه سال 1393 شروع به كار نموده است. اهم دستاوردهاي بازار دارايي فكري شامل موارد ذيل مي‌شود:
1. انعقاد قرارداد فروش اختراعات به ارزش 192 میلیارد ریال؛
2. فروش 19 مورد اختراع؛
3. ارزیابی 159 اختراع برای عرضه در فرابورس ایران؛
4. تهیه 90 طرح کسب و کار برای اختراعات بازار دارایی فکری؛

- کمک به حضور در مناقصات

یکی از فعالیت‌های مهمی که در این خصوص توسط پارک فناوری پردیس انجام می‌شود، حمایت از شركت‌ها جهت حضور در مناقصات است. اهم اقدامات پارک فناوری پردیس در این زمینه شامل موارد زیر است:
1. برگزاری نشست‌های تخصصی بومی‌سازی نیازهای فناورانه صنایع مختلف؛
2. رصد مناقصات و اطلاع‌رسانی 350 مورد مرتبط به شرکت  های عضو؛
3. ارائه 40 مورد مشاوره به شرکتها جهت حضور در مناقصات؛
4. حضور به صورت مشارکتی با شرکت‌های عضو در 10 مناقصه؛
5. ارائه 121 فقره تضامین حضور در مناقصات به مبلغ 995 میلیارد ریال برای 34 شرکت؛

- رفع نیازهای فناورانه صنایع کشور

پارک فناوری پردیس در قالب انعقاد قراردادهای پژوهشی و یا حمایت از انعقاد قرارداد شرکت‌های عضو با صنایع بزرگ کشور و با تکیه بر توان فنی و دانشی شرکت‌های تحت پوشش خود توانسته است نقش موثری در رفع نیاز فناورانه صنایع بزرگ کشور، جلوگیری از خروج ارز و خنثی‌سازی اثر تحریم‌های ظالمانه داشته باشد. پارک فناوری پردیس توانسته است از طریق انعقاد قرارداد پژوهشی با صنایع بزرگ و دولتی و یا حمایت و تسهیل انعقاد قرارداد واحدهای فناوری عضو پارک با صنایع مذکور در قالب 50 پروژه بومی‌سازی و تجاری‌سازی فناوری در صنایع نفت و گاز و پتروشیمی، برق، حمل و نقل و ... مجموعا به ارزش بالغ بر 140 میلیون یورو بخشی از نیازهای فناورانه این صنایع را مرتفع سازد.

#### تامین و توانمندسازی نیروی انسانی
در خصوص تامین و توانمندسازی نیروی انسانی فعالیت‌های مختلفی توسط پارک فناوری پردیس به اجرا درآمد که در ادامه به شرح این فعالیت‌ها پرداخته شد.

##### تامین نیروی انسانی
یکی از بزرگ‌ترین مشکلات واحدهای فناور و دانش‌بنیان، شناسایی و جذب نیروی انسانی متخصص و توانمند به‌عنوان عامل اساسی پیشبرد فعالیت‌های تحقیق و توسعه و خلق نوآوری شرکت است.

##### توانمندسازی نیروی انسانی
- تواناسازی صاحبان ایده و طرح‌های فناورانه

با درخواست بنیاد ملی نخبگان، تدوین طرح تواناسازی مخترعان با هدف پیشبرد اختراع‌های برگزیده در مسیر تجاری‌سازی و همچنین تواناسازی صاحبان آن‌ها برای تاسیس شرکت نوپا با بهره‌گیری از توانایی‌ها و تجربیات کارشناسان، کارگزاران و اعضای پارک در دستور کار پارک فناوری پردیس قرار گرفت. هرچند ساخت نمونه‌ی اولیه کمک شایانی به امکان اجرایی‌شدن طرح از نظر فنی خواهد کرد ولی این به معنی شروع یک کسب و کار نیست. انتخاب مدل تولید ثروت از اختراع و تبدیل‌کردن یک طرح یا اختراع به کسب و کاری پایدار مستلزم ایجاد شرایط مناسب از تمامی جوانب فنی و تجاری است. مخاطبان «تیکاف» افراد صاحب طرح و اختراع می‌‌باشند که نمونه‌ی اولیه‌ای از اختراع خود را ساخته‌ و دغدغه‌ی تجاری‌سازی آن را در سر دارند. از آنجاکه افراد خلاق معمولاً تجربه و توانمندی محدودتری در حوزه‌های مربوط به مباحث تجاری‌سازی دارند، طرح تیکاف با این هدف طراحی شده‌است که در وهله‌ی اول افراد خلاق، توانمندی‌های شخصی و چشم‌انداز زندگی کاری خود را بهتر بشناسند و نسبت به آینده‌ی خود تصمیمات بهتری اتخاذ کنند و در عین‌حال طرح و اختراعشان طی یک جلسه‌ی تخصصی با حضور و همفکری مشاورین فنی و تجاری‌سازی خبره بررسی شده و نقشه‌ی راه تجاری‌سازی طرح ترسیم گردد.
از سال 1394 تاکنون مجموعاً تعداد 644 مخترع و افراد صاحب ایده و طرح به منظور تدوین نسخه تجاری سازی اختراع و انجام فرآیند تواناسازی و تسهیل مسیر تجاری‌سازی در دوره‌های تیکاف شرکت کرده‌اند که در فرآیند توانمندسازی و تجاری‌سازی قرار گرفتند.
طرح توانمندسازی صدف
پارک فناوری پردیس در جهت تسهیل در تامین منابع انسانی متخصص مورد نیاز شرکت‌های فناور و دانش‌بنیان و تقویت ارتباط دانشگاه‌ها با صنایع دانش‌بنیان و فناور کشور از سال 1394 سامانه صدف (صنعت، دانشگاه و فناوری) را راه‌اندازی نمود. شرکت‌های دانش‌بنیان و فناور و دانشجویان و فارغ‌التحصیلان دانشگاهی می‌توانند به صورت رایگان از خدمات این سامانه استفاده کنند. تاکنون بالغ بر 3000 موقعیت برای كارآموزي،‌ استخدام، پژوهش و پايان‌نامه و امریه در این سامانه ثبت شد که موجب جذب تعداد زیادی منابع انسانی متخصص برای واحدهای فناور عضو و سایر شرکت‌های فناور و دانش‌بنیان کشور شده است. 
علاوه بر این راه‌اندازی سامانه صدف، رویدادها و برنامه‌های مختلف دیگری نیز با هدف ارائه نیازهای استخدامی و کارآموزی واحدهای فناور و شرکت‌های دانش‌بنیان و جذب نیروی انسانی متخصص از میان دانشجویان و فارغ‌التحصیلان دانشگاهی توسط پارک فناوری پردیس طراحی و اجرا شده است که از جمله آنها می‌توان به موارد زیر اشاره کرد:
- جشواره کار صدف؛
- جشنواره کارآموزی صدف؛
- کمپ اشتغال؛
- بوت‌کمپ‌های آموزشی-تخصصی در حوزه‌های مختلف؛
- صدف جاب‌میت (Job Meet)؛
- نیرویابی حرفه‌ای.

نتیجه اجرای مجموعه این فعالیت‌ها، تامین بیش از 850 نفر نیروی انسانی و کارآموز مورد نیاز واحدهای فناور عضو و شرکت‌های دانش‌بنیان بوده است.

#### ارائه خدمات آموزشی به واحدهای فناور
یکی از فعالیت‌هایی که در جهت توانمندسازی واحدهای فناور عضو همواره مورد توجه پارک فناوری پردیس بوده، شناسايي نيازها و برنامه‌ريزي و برگزاري دوره‌هاي آموزشي عمومي و تخصصي مورد نياز شركت‌های عضو است. در این خصوص هر ساله و بر اساس نیاز شرکت‌های عضو، کارگاه‌های آموزشی با حضور اساتید مجرب برگزار می‌شود و واحدهای فناور عضو نیز برای حضور در این کارگاه‌ها از حمایت‌های بلاعوض پارک برخوردار خواهند شد. از بدو تاسیس پارک تاکنون، 60  کارگاه آموزشی توسط پارک برگزار شده است بیش از 380 ساعت آموزش را شامل بوده است. به‌طور میانگین در هر یک از کارگاه‌های آموزشی 21 نفر از پرسنل شرکت‌های عضو از این آموزش‌ها برخوردار شده‌اند.
از جمله موضوعات کارگاه‌های آموزشی برگزار شده توسط پارک می‌توان به موارد زیر اشاره کرد:
- آشنایی با قوانین تجارت و اسناد تجاری،‌ قوانین مالیاتی و قانون کار؛
- آشنايي با صورتهاي مالي و تجزيه و تحليل آن؛
- اصول و فنون تبليغات موثر؛
- اصول و فنون مذاکره؛
- اصول مدیریت مالکیت معنوی و جستجو و ثبت پتنت؛
- اصول بازاریابی و شيوه‌هاي  حضور در نمايشگاه‌ها؛
- توسعه بازار از طریق حضور موثر در مناقصات؛
- تامین مالی از طریق بازار سرمایه؛
- نشست انتقال تجربه تجارت با چین؛
- اصول مدیریت منابع انسانی و تیم‌سازی.

#### توسعه ارتباطات و اطلاع‌رسانی
پارک در راستای سیاست کمک به توسعه دیپلماسی فناوری کشور و همکاری‌های بین‌المللی با سازمان‌ها و کشورهای هدف ترویج فرهنگ کارآفرینی در حوزه دانش‌بنیان و همچنین معرفی توان فناورانه شرکت‌های دانش‌بنیان و فناور، فعالیت‌های زیر را در سال‌های اخیر در برنامه‌های خود داشته است:
- راه‌اندازی نمایشگاه دایمی محصولات شرکت‌های عضو پارک و نمایش بیش از 220 محصول؛
- راه‌اندازی نمایشگاه دایمی تجهیزات پزشکی از محصولات شرکت‌های عضو پارک و نمایش بیش از 100 محصول؛
- حمایت از تاسیس و استقرار 33 شرکت فناور در پارک توسط نخبگان ایرانی غیرمقیم و بازگشته به کشور؛
- برگزاری 3  مورد سخنرانی‌های تخصصی در پارک با حضور نخبگان ایرانی غیرمقیم و بازگشته به کشور؛
- برپایی پاویون پارک در نمایشگاه‌های تخصصی داخلی و خارجی؛
- جذب حمایت‌های صادراتی برای شرکت‌های عضو؛
- اعزام نمایندگان 8 شرکت پارک برای حضور در 4 نمایشگاه و تور فناوری خارجی؛
- اعزام نمایندگان شرکت‌های عضو به اجلاس‌‌ها و دوره‌های آموزش بین‌المللی در حوزه فناوری و نوآوری؛
- انعقاد 21 تفاهم‌نامه و سند همکاری با طرف‌های خارجی؛
- میزبانی از هیات‌های تجاری و سیاسی خارجی و داخلی در پارک؛
- برگزاری 11 دوره برنامه‌ی رونمایی از محصولات و دستاوردهای جدید شرکت‌ها؛
- برگزاری سالانه مراسم جهت تقدیر از برترین شرکت های پارک، فناوران برتر و پیشکسوتان عرصه فناوری و نوآوری؛
- پوشش خبری اخبار دستاوردهای شرکت های عضو و انتشار آنها در رسانه های خبری و صدا و سیما؛
- توسعه شبکه خبرنگاران رسانه های معتبر همکار پارک در راستای ارتقای برندینگ شرکت ها و دستاوردهای آنها؛
- تالیف و چاپ کتاب فرهنگ‌ فناوری، نوآوری و کارآفرینی (سه نوبت چاپ شده)؛
- تالیف و چاپ 5 سری از مجموعه کتاب‌های «از دانش به ثروت» با هدف مستندنگاری تجربیات بنیان‌گذاران واحدهای فناور؛
- تالیف و انتشار 9 مقاله در نشریات و کنفرانس‌های علمی داخلی و بین‌المللی با هدف معرفی ظرفیت‌ها و فعالیت‌های پارک فناوری پردیس.

#### تقويت زمينه‌هاي هم‌افزايي بين شركت‌ها
جهت تقویت هم‌افزایی بین شرکت‌های عضو و افزایش روحیه و نشاط پرسنل شاغل در پارک برنامه‌های مختلفی در طی سال و به مناسبت‌های مختلف برگزار می‌شود. از جمله مهم‌ترین این برنامه ها می‌توان به موارد زیر اشاره کرد:
- برگزاری نوزده دوره اجلاس سالیانه پارک؛
- برگزاری برنامه‌های دورهمی مدیران پارک؛
- اجرای برنامه «کوهگشت» ویژه شاغلین در پارک؛
- برگزاري مسابقات مختلف فرهنگی و ورزشي با حضور كاركنان ستاد و شركت‌ها؛
- برگزاری مراسم گراميداشت مناسبت‌هاي مذهبي در کنار برنامه‌های ثابت هفتگی؛
- برگزاری برنامه‌های فصلی «یک روز شاد» ویژه خانواده‌های شاغلین در پارک.

### مرکز رشد فناوری نخبگان
مرکز رشد فناوری نخبگان در سال 1387توسط پارک فناوری پردیس تاسیس شد:
مرکز رشد فناوری نخبگان به‌عنوان درگاه ورود تیم‌های استارتاپی و نوپا به پارک، در فضایی به مساحت بیش از 1730 مترمربع احداث شده است و اولین شرکت عضو خود را در سال 1388 پذیرش نمود و تاکنون حدود 1500 درخواست و بیش از 145 عضو داشته است. در حال حاضر تعداد 282 متخصص جوان کشور در قالب 98 هسته فناوری در دوره پیش‌رشد و شرکت نوپا در دوره رشد در حال فعالیت هستند. 14 مورد از شرکت‌های نوپا عضو مرکز رشد فناوری نخبگان دارای تاییدیه دانش‌بنیانی نیز هستند. تاکنون 85 شرکت از مرکز رشد فناوری نخبگان خارج شده‌اند.
- تعداد شرکتهای مستقر در مرکز رشد

پذیرش و عضویت در مرکز رشد فناوری نخبگان از طریق فراخوان‌های دوره‌ای انجام می‌شود. تیم‌های پذیرفته شده در مرحله اول در فضای کاری مشترک مستقر شده و ایده‌های نوآورانه خود را پرورش می‌دهند و پس از برخورداری از شرایط لازم وارد مرحله پیش‌رشد می‌شوند و در نهایت وارد مرحله رشد می‌شوند. وجود تیم کاری کارآفرین، متخصص و با انگیزه‌، طرح فناورانه با قابلیت تجاری‌سازی و برنامه کاری منسجم از الزامات عضویت در مرکز رشد می‌باشد.
مرکز رشد با داشتن شبکه گسترده همکاران (خصوصی و دولتی) و با ارائه امکانات وخدمات پشتیبانی، هدایت و نظارت بر روند پیشرفت واحدهای فناوری عضو و همچنین ارائه خدمات تخصصی از قبیل برگزاری دوره‌های آموزشی، منتورینگ،‌ کمک به تهیه نقشه‌راه، رصد مستمر پیشرفت پروژه‌ها، تسهیل در زمینه تجاری‌سازی محصولات، بازاریابی و توسعه بازار داخلی و خارجی، معرفی طرح‌ها به سرمایه‌گذار و تخصیص فضای استقرار، روند تجاری‌سازی طرح‌ها را تسریع می‌نماید. 

#### کارخانه‌های نوآوری (شعب پارک)
کارخانه‌های نوآوری بازیگران جدید اکوسیستم نوآوری و کارآفرینی هستند که مفهوم نوینی را از هم‌افزایی برای فعالان زیست‌بوم نوآوری با خود همراه می‌آورند. کارخانه‌های نوآوری محل تجمع استارتاپ ها هستند و خدمات مورد نیاز و مرتبط با آنها نیز بصورت متمرکز در کنار آنها فراهم می‌شود. در سال‌های اخیر، موضوع تغییر فضاهای قدیمی، مثل کارخانه‌هایی که با گسترش شهرها، جزو محدوده داخلی شهرها قرار گرفته و تعطیل و متروکه شده‌اند، به فضاهای استارتاپی و نوآوری در سرتاسر جهان بسیار سرعت گرفته است. این فضاها مختص مجموعه‌های نوپا است و عمدتا نقش مربی‌گری و توانمندسازی را بخش خصوصی انجام می‌دهد.
پارک فناوری پردیس از ابتدای تاسیس تاکنون همواره در پی تکمیل سبد پذیرش خود بوده و سعی داشته طیف کاملی از بازیگران اقتصاد دانش‌بنیان (از استارتاپ‌ها تا شرکت‌های فناور توانمند در حوزه‌های (High-tech) را مورد حمایت خود قرار داده و در راستای تقویت و توسعه تکنولوژی و همچنین بازار کمک نماید. لذا با توجه به تقاضای مجموعه‌های مختلف برای ایجاد شعب خود در تهران و خلائی که در این خصوص برای اکوسیستم استارتاپی در محل اصلی پارک وجود داشت، حمایت از استارتاپ‌ها و شتابدهنده‌های کسب و کار و نوآوری در محل فضاهای متمرکزی در شهر تهران به نام کارخانه‌های نوآوری و در قالب شعب پارک انجام می‌شود. حضور در کارخانه‌های نوآوری فرصت عضویت در پارک فناوری پردیس و برخورداری از مزایای پارک برای تیم‌های استارتاپی فرصت کم نظیری را فراهم می‌آورد.
مطالعات مکان‌یابی و مقدماتی ایجاد کارخانه نوآوری آزادی از سال 1396 آغاز شد و کارخانه نوآوری آزادی که در سال 1397 فعالیت خود را آغاز کرده است، حاصل تلاش و همکاری دولت و بخش خصوصی می‌باشد. در حال حاضر کارخانه نوآوری آزادی به عنوان اولین شعبه پارک فناوری پردیس به مساحت 18000 متر مربع در غرب تهران ایجاد شده است. این کارخانه از 10 سوله و یک بخش مرکزی تشکیل شده است که در گذشته محل تولید الکترود جوشکاری بود که به دلایل زیست‌محیطی به مکانی متروکه تبدیل شده بود. سوله‌های این کارخانه توسط سرمایه‌گذاران بخش خصوصی بازسازی و هر کدام از آنها تبدیل به یک مرکز نوآوری شده که این امر فرصت مناسبی برای تیم‌های استارت‌آپی است تا بتوانند از امکانات این شتابدهنده‌ها و مراکز نوآوری استفاده کنند.
بجز خدمات تخصصی و آموزشی و حضور سرمایه‌گذاران، فرشتگاه کسب و کار و مربیان، وجود رستوران، کافه، فضاهای استراحت و سرگرمی، امکانات زیرساختی، امکان شبکه‌سازی و مجاورت با سرمایه‌گذاران، فرشتگان کسب و کار، سرمایه‌گذاران خطرپذیر، فرصت‌های تبلیغاتی و برندینگ، خدمات رفاهی و بیمه‌ای و … از جمله امکانات این مجموعه است.
کارخانه نوآوری های‌وی نیز‌ دومین کارخانه نوآوری و شعبه پارک است که در سال 1397 به بهره‌برداری رسید. در حال حاضر بیش از 2000 نفر از فعالان زیست بوم کارآفرینی ایران در قالب بیش از 200 تیم در این دو کارخانه نوآوری مشغول فعالیت هستند.
در شعب پارک (کارخانه نوآوری آزادی و کارخانه نوآوری های‌وی) عملیات بازسازی 21000 مترمربع از ساختمان‌های موجود با مدل‌های معماری خاص و نوآورانه و با سرمایه‌گذاری بخش دولتی به میزان 120 میلیارد ریال و سرمایه‌گذاری بخش خصوصی به میزان 1500 میلیارد ریال انجام شد. با این بازسازی‌ها در کارخانه‌های نوآوری، فضای متروک و زمخت صنعتی تبدیل به محیط بانشاط و الهام‌بخش برای فعالیت‌های استارتاپ‌ها شده است.
نتیجه فعالیت این کارخانه‌های نوآوری طی 3 سال، شکل گیری بیش از 100 شرکت نوپا و تولید ده‌ها محصول و خدمت بوده که در سطح جامعه عرضه شده است.
قرارداد راه اندازی شعبه سوم پارک فناوری پردیس نیز  با همکاری بانک تجارت در سال 1400 منعقد گردیده است. این شعبه که در غرب تهران و همجوار با کارخانه نوآوری آزادی می‌باشد دارای زمینی به متراژ 5800 مترمربع و زیربنای تقریبی 10000 مترمربع است و عملیات بازسازی آن در اواخر سال 1400 آغاز شده است. بعد از اتمام عملیات آماده‌سازی، ظرفیت‌های جدیدی برای استقرار شتابدهنده‌ها و مراکز نوآوری، استارتاپ‌ها و افراد دارای ایده، فریلنسرها و سایر اعضای زیست بوم نوآوی کشور با امکان میزبانی بیش از 1000 نفر از فعالان این عرصه در این محل فراهم خواهد شد. زیرساخت‌های قابل ارائه در این کارخانه شامل دفاتر اداری و کارگاهی‌ برای فعالیت استارتاپ‌ها، فضای کار اشتراکی، فضاهای فعالیت شتابدهنده‌ها و مراکز نوآوری، کافه، اتاق جلسات، سالن آمفی تئاتر، فضای برگزاری رویداد و ... می‌باشد.

#### دانشگاه‌های مستقر در ناحیه نوآوری پردیس
یکی از ارکان مهم و تاثیرگذار در توسعه فعالیت‌های ناحیه نوآوری پردیس، دانشگاه‌های مستقر در ناحیه هستند. هم‌افزایی، اشتراک‌گذاری منابع و استفاده بهینه از ظرفیت‌های موجود در توانایی نوآوری و فناوری علمی، آموزشی و پژوهشی پارک فناوری پردیس و دانشگاه الگویی کارآمد از ارتباط صنعت، دانشگاه و فناوری است. در این خصوص دانشگاه آزاد اسلامی واحد ناحیه نوآوری پردیس و دانشگاه خاتم در ناحیه نوآوری پردیس مستقر هستند و به عضویت پارک فناوری پردیس نیز درآمده‌اند.

##### دانشگاه آزاد اسلامی واحد ناحیه نوآوری پردیس
در حال حاضر بیش از 5100 دانشجو و استاد در مقاطع و رشته‌های مختلف در دانشگاه آزاد اسلامی واحد ناحیه نوآوری پردیس مشغول به تحصیل و تدریس هستند. در جدیدترین همکاری بین ناحیه و دانشگاه، در سال 1399 موافقتنامه همکاری مشترکی به منظور هم‌افزایی، اشتراک‌گذاری منابع و استفاده بهینه از ظرفیت‌های موجود، توانایی نوآوری، ‌فناوری، علمی، آموزشی و پژوهشی دانشگاه و ناحیه برای ایجاد الگویی کارآمد از ارتباط صنعت،‌ دانشگاه و فناوری،‌ تبدیل برند دانشگاه به یک دانشگاه فناور و کارآفرین بین‌المللی و ایفای نقش دانشگاه در زیست‌بوم فناوری و نوآوری کشور به عنوان یک بازیگر اصلی بین معاونت علمی و فناوری و اقتصاد دانش بنیان ریاست‌جمهوری اسلامی ایران و دانشگاه آزاد اسلامی استان تهران منعقد شده است.
درجهت ارتقا و تبدیل شدن این دانشگاه به یک دانشگاه فناور و بین‌المللی و ایفای نقش موثر آن در زیست بوم فناوری و نوآوری ناحیه نوآوری پردیس طراحی‌های بسیار خوبی صورت گرفته است که در آینده نزدیک این طراحی‌ها عملیاتی خواهد شد. در ادامه به شرح برخی از این طراحی‌ها پرداخته شده است.
در زمینه جذب دانشجویان و رشته‌های تحصیلی دانشگاه، جذب دانشجویان از طریق مصاحبه و بررسی‌های تخصصی و در صورت نیاز از طریق آزمون انجام می‌شود و تدریس رشته‌های تحصیلی و تعریف طرح‌های پژوهشی و پایان‌نامه‌های مقاطع تحصیلات تکمیلی در این دانشگاه بر اساس اولویت‌های مورد نیاز کشور و همچنین شرکت‌های فناور ناحیه نوآوری پردیس خواهد بود. جذب دانشجویان خارجی نیز از محورهای اصلی فعالیت‌های این دانشگاه خواهد بود و تبدیل شدن به قطب جذب دانشجویان خارجی در کشور برای این دانشگاه هدفگذاری شده است و همچنین بخشی از اعضای هیات علمی و مدرسان این دانشگاه متخصصان ایرانی بازگشته به کشور خواهند بود.
اساتید و اعضای هیات علمی دانشگاه از گرنت‌های پژوهشی و تسهیلات گذراندن فرصت مطالعاتی در خارج از کشور و تسهیلات ویژه کارآفرینی خواهند بود. تسهیلات جذابی برای تحصیل دانشجویان رتبه‌های برتر کنکور در این واحد دانشگاهی درنظر گرفته شده است و دانشجویان و فارغ‌التحصیلان این دانشگاه در صورت تمایل به اشتغال یا گذراندن دوره سربازی در واحدهای فناور و دانش‌بنیان مستقر در ناحیه نوآوری پردیس و یا ایجاد استارتاپ برای استقرار در ناحیه از حمایت‌ها و تسهیلات ویژه پارک فناوری پردیس و صندوق توسعه فناوری‌های نوین برخوردار خواهند شد.
ایجاد مدرسه بین‌المللی کسب و کار، مرکز آموزش زبان‌های خارجی، مدارس سما و پژوهشگاه مشترک از جمله برنامه‌های مشترک پارک فناوری پردیس و دانشگاه آزاد اسلامی واحد ناحیه نوآوری پردیس در جهت تکمیل اجزای اکوسیستم فناوری و نوآوری ناحیه نوآوری پردیس است.

##### دانشگاه خاتم
دانشگاه خاتم نیز با داشتن بیش از 18000 دانشجو در قالب چهار دانشکده فنی و مهندسی،‌ علوم انسانی، مدیریت و علوم مالی و هنر و معماری به عنوان دومین دانشگاه در ناحیه نوآوری پردیس در حال طراحی و احداث فضای استقرار است. با استقرار این دانشگاه در ناحیه نوآوری پردیس ارتباطات و همکاری واحدهای فناور با جامعه بیش از پیش خواهد شد.

## پروژه های ملی

### مرکز شتابدهی نوآوری
شتابدهنده یک سازمان منسجم و مشخصی است که در آن افراد و تیم‌های دارای طرح نوآورانه و فناورانه را انتخاب کرده و در یک دوره چند ماهه به آنها خدماتی از قبیل فضای کاری تجهیز شده، آموزش، مشاوره، مربی‌گری، سرمایه اولیه و ارتباط با شبکه سرمایه‌گذاران ارائه می‌شود. هر تیمی که موفق به اتمام دوره شتابدهی شود، تبدیل به شرکتی نوپا می‌شود و شتابدهنده به ازای خدمات ارائه شده، درصدی از سهام آن شرکت نوپا را از آن خود می‌کند. بر این اساس شتابدهنده‌ها حلقه واسط بین کسب و کارهای نوپا و سرمایه‌گذاران جسورانه هستند. با توجه به سرمایه‌گذاری بخش خصوصی در شتابدهنده‌ها، انتظار می‌رود بهره‌وری اقتصادی بالاتری نسبت به ساختارهایی همچون مراکز رشد فناوری که غالباً دولتی هستند، داشته باشند.

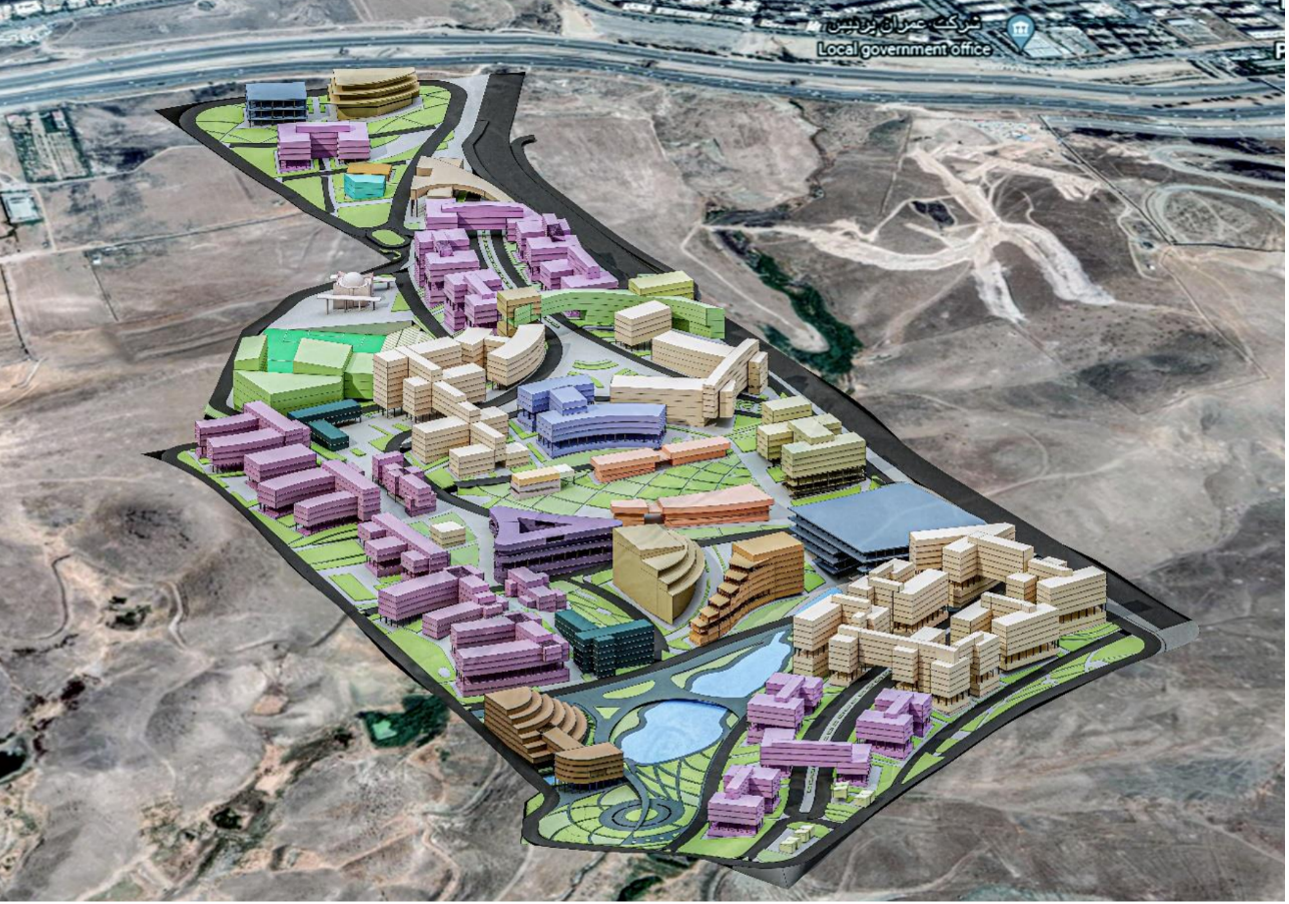
دانشگاه خاتم

شکل‌گیری شتابدهنده‌ها در ایران از سال 1393 آغاز شد. در این سال با پیشنهاد دکتر سورنا ستاری، معاون علمی و فناوری رئیس‌جمهور، پارک فناوری پردیس نسبت به تدوین مدلی برای توسعه فضای استارت‌آپی کشور و ورود هرچه بیشتر دانشجویان و فارغ‌التحصیلان دانشگاهی به کسب و کارهای جدید نوآورانه اقدام کرد و در همان سال با طراحی مدل رویدادهای کارآفرینی و تاسیس شتابدهنده‌های نوآوری نقطه عطفی در حوزه کارآفرینی کشور رقم خورد که نتیجه آن توسعه و شکل‌گیری اکوسیستم استارت‌آپی کشور بود. در حال حاضر انواع مدل‌های بومی شتابدهی در حوزه‌های مختلف در کشور توسعه یافته است.
مرکز شتابدهی نوآوری با حمایت معاونت علمی و فناوری ریاست جمهوری، در اواسط سال ۱۳۹۳ برای توسعه و ساماندهی زیست‌بوم استارت‌آپی کشور و حمایت از کارآفرینی مبتنی بر نوآوری در پارک فناوری پردیس تاسیس شد. این مرکز با حمایت از ایجاد شتابدهنده‌های نوآوری خصوصی و فضاهای کاری اشتراکی و برگزاری رویدادهای کارآفرینی در سراسر کشور، سعی در توسعه فرهنگ کار و تلاش بین دانشجویان و جوانان و توانمندسازی کشور در حوزه اقتصاد دانش‌بنیان دارد.
ترویج فرهنگ کارآفرینی نوآورانه، کمک به ایجاد و گسترش شتابدهنده‌ها در استان‌ها و شهرهای مستعد کشور، تنوع‌بخشی شتابدهنده‌ها در حوزه‌های مختلف فناوری، کمک به گسترش و تنوع‌بخشی رویدادهای کارآفرینی در کشور، بومی‌سازی مدل‌های رویدادهای کارآفرینی، شتابدهی به استارت‌آپ‌های ایرانی و کمک به جذب سرمایه برای استارت‌آپ‌ها  از اهداف اصلی این مرکز است. در حال حاضر 87 شتابدهنده نوآوری کشور، با دارا بودن بیش از 650 استارتاپ و 2750 نفر از افراد کارآفرین و نوآور و همچنین 20 فضای کاری اشتراکی تحت حمایت‌های مرکز شتابدهی نوآوری پارک فناوری پردیس در حال فعالیت هستند.

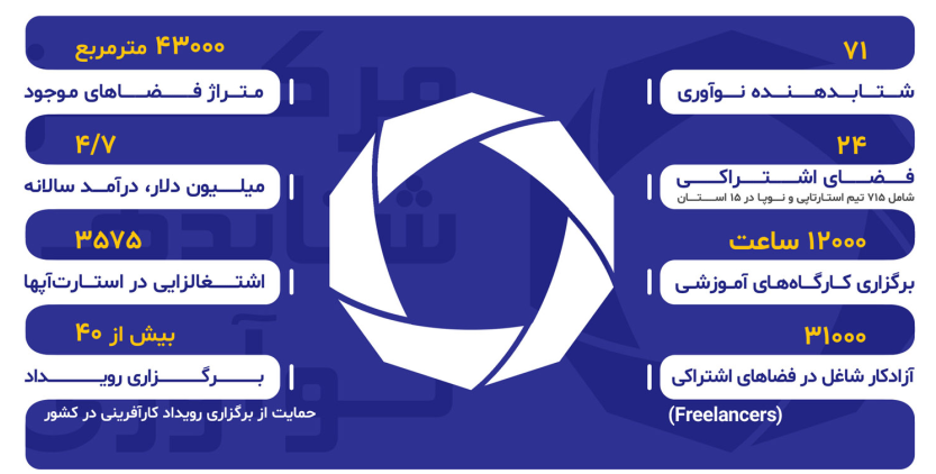
مرکز شتابدهی نوآوری

رویدادهای کارآفرینی یک گردهمایی کوتاه‌مدت از چند ساعته تا چند روزه هستند که شرکت‌کنندگان در آن مفاهیم کارآفرینی را آموزش می‌بینند. رویدادها مدل‌ها و انواع مختلفی دارند؛ این رویدادها می‌توانند رویدادهایی برای انتقال تجربه باشند، یا شبکه‌سازی با دیگر فعالان حوزه یا حتی یک رویداد چند روزه که به صورت عملی بر روی ایده مشخصی تمرین راه‌اندازی کسب و کار می‌کنند. برخی از رویدادها بر روی حل مسئله مشخصی در یک حوزه صنعتی تمرکز دارند و برخی نیز موضوعات یک حوزه را بررسی می‌کنند. تاکنون بیش از 550 رویداد کارآفرینی در کشور و با حضور بیش از 32000 نفر با حمایت این مرکز در 28 استان کشور برگزار شده است.

### صندوق توسعه فناوری‌های نوین
صندوق توسعه فناوری‌های نوین به عنوان ارائه‌ کننده متنوع‌ترین خدمات مالی در تجار‌ی‌سازی فناوری در کشور، به منظور ایجاد زمینه‌های مشارکت و سرمایه‌گذاری بخش غیردولتی و حمایت کمی و کیفی از فعالیت‌های پژوهشی کاربردی- توسعه‌ای و فناوری و همچنین ارائه خدمات مالی ویژه و منحصر به فرد به کارآفرینان متخصص و نوآوران با حمایت دولت بخصوص پارک فناوری پردیس از بهمن 1386 تأسیس گردیده است و تاکنون توانسته است از طریق بهره‌مندی از مشاوران خبره و شبکه همکاران خود در زیست بوم فناوری کشور، تاثیر قابل توجهی در جهت رفع دغدغه‌های تامین مالی شرکت‌های فناور، ایفاد نماید.
از آنجایی که یکی از مهمترین دغدغه‌های نهادهای متولی توسعه فناوری، نحوه تخصیص و هزینه‌کرد منابع مالی به صورت موثر، سریع، هدفمند و تخصصی به طرح‌های فعال در حوزه علم و فناوری در اقصی نقاط کشور می‌باشد، این صندوق با دارا بودن اختیارات قانونی و با حمایت دستگاه‌های اجرایی و پارک‌های فناوری، شرکت‌های فناور را در تجاری‌سازی محصولات خود یاری می‌نماید.
اهداف این صندوق به شرح ذیل می باشد:
- ایجاد زمینه مشارکت و سرمایه گذاری بخش غیردولتی در بخش پژوهش و فناوری؛
- کمک به دستگاه های اجرایی در جهت تجاری سازی؛
- دستاوردهای پژوهش و فناوری و رفع مشکلات و موانع ایشان؛
- جبران عدم تمایل نهادهای مالی سنتی (همچون بانک ها) برای سرمایه گذاری در فناوری های نوین و دانش بنیان به دلیل ریسک بالای آنها؛
- جبران خلاء ناشی از فقدان ادبیات مشترک بین بانک ها و محققان و نوآوران خصوصا در مسائل مربوط به دانش فنی؛
- ایجاد کسب و کارهای جدید در حوزه های مختلف فناوری های پیشرفته دارای ارزش افزوده بالا؛
- تسریع در فرایند تبدیل ایده به ثروت (نوآوری) و جلوگیری از بروکراسی معمول.
- از جمله خدمات این صندوق می‌توان به موارد زیر اشاره کرد:
- سرمايه‌گذاري خطرپذير؛
- مشاركت مدني؛
- ليزينگ محصولات دانش‌بنيان؛
- صدور ضمانتنامه‌هاي بانكي؛
- فروش اقساطي؛
- مضاربه؛
- تضمين طرح‌هاي دانش‌بنيان؛
- اعطای تسهیلات قرض‌الحسنه؛
- ارزش گذاری و قیمت‌گذاری دانش فنی، دارایی‌های نامشهود و سهام؛
- خدمات مالکیت فکری و ثبت مصادیق مالکیت صنعتی (اختراع، علامت و طرح صنعتی)؛
- برگزاری کارگاه‌های آموزشی و دوره‌های تخصصی.

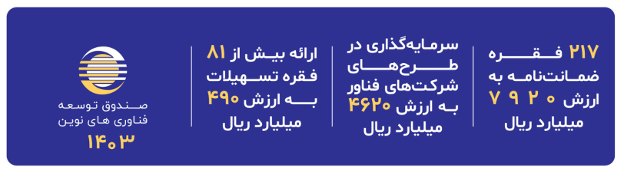
صندوق توسعه فناوری‌های نوین

این صندوق برترین صندوق پژوهش و فناوری کشور از سال 1391 تا 1399 از لحاظ حجم صدور ضمانت‌نامه و حجم ارائه تسهیلات بوده است که 46 درصد حجم ریالی ضمانت‌نامه‌های صادر شده توسط این صندوق معادل 3 هزار میلیارد ریال برای شرکت‌های عضو پارک فناوری پردیس بود. این صندوق اقدام به اعطای 1270 فقره تسهیلات قرض‌الحسنه به مبلغ 710 میلیارد ریال به افراد حقیقی و حقوقی نموده است.
این صندوق در موارد متعددی اقدام به سرمایه‌گذاری در طرح‌های فناورانه نیز کرده است.

### شبکه فناوری و نوآوری ایران
در راستای سیاست‌های معاونت علمی و فناوری و اقتصاد دانش بنیان ریاست‌جمهوری اسلامی ایران مبنی بر توانمندسازي شرکت‌هاي فناور، خلاق و دانش‌بنیان و همچنین افراد و تیم‌هاي نوآور، نخبه و مخترع با هدف افزايش سهم اقتصاد دانش‌بنيان در كشور و كمك به پايداري اقتصاد (در چارچوب اقتصاد مقاومتي) و کمک به تجاري‌سازي دانش و فناوري و تمرکز بر ارتباط و شبکه سازي عناصر فعال در زیست‌بوم فناوري، نوآوري و کارآفرینی کشور، «شبکه فناوری و نوآوري ایران» با رویکرد توسعه اقتصاد دانش بنیان به عنوان شبکه ملی زیست‌بوم نوآوری و فناوری کشور در سال 1395 توسط پارک فناوری پردیس تاسیس شد و با حضور فعال شرکت‌های فناور و دانش‌بنیان تاکنون ضمن ایجاد بسترهای لازم برای ارایه خدمات کسب و کار، بازارهای مجازی بیمه و سلامت، فن‌بازار و سرمایه انسانی فعالیتش را توسعه داده است. 
شبکه فناوری و نوآوري ایران، ماموریت اصلی خود را شبکه‌سازی بین عناصر زیست‌بوم فناوری و نوآوری ایران می‌داند و در این راستا از توان همه عناصر فعال در این زیست‌بوم بهره خواهد برد. کارکرد اصلی این شبکه بسترسازی و ارائه امکاناتی برای توسعه و پیشرفت زیست‌بوم نوآوری و فناوری است.
این شبکه با حمایت از شرکت‌های فناور و دانش‌بنیان، افراد نوآور، مجتمع‌های فناوری و نوآوری، مزایا و حمایت‌ها و خدمات تجاری‌سازی را به اعضای خود ارائه می‏‌کند و بستر مناسبی برای توسعه زیست بوم فناوری و نوآوری و ظرفیت‌سازی برای توسعه دانش و هم‌افزایی زنجیره ایده تا بازار را فراهم می‌کند. این شبکه فقط به حمایت‌‏ها اکتفا نکرده و فرصت را برای تعامل و هم‌افزایی همه عناصر، علی الخصوص بخش خصوصی جهت توسعه زیست بوم فناوری و نوآوری ایجاد خواهد کرد.
شبکه فناوری و نوآوري ایران مجموعه‌ای از خدمات را به مجموعه‌ای از عناصر و فعالین این عرصه ارائه می‌کند، در واقع هر فرد حقیقی و حقوقی که به نحوی در اکوسیستم نوآوری و فناوری کشور فعالیت می‌کند، چه خدمت‌دهنده باشد و چه خدمت‌گیرنده، چه ایده‌پرداز باشد و چه خریدار ایده و یا به صورت گسترده‌تر هر فردی که تمایل به فعالیت در این اکوسیستم را دارد میتواند عضوی از شبکه باشد.
در حال حاضر این شبکه دارای 3443 عضو حقوقی است و همچنین بیش از 179 خدمت توسط 100 کارگزار در قالب 20 پلتفرم و بازار در حال ارائه می‌باشد و 9000 نفر از افراد شاغل در فعالان اکوسیستم فناوری و نوآوری کشور تحت پوشش بیمه تکمیلی درمان این شبکه قرار دارند و حجم تراکنش‌های مالی مربوط به خدمات ارائه شده در شبکه بیش از 400 میلیارد ریال بوده است. تاکنون 1588 پرونده سربازی در شرکت‌های دانش‌بنیان نیز در این شبکه کارسازی شده است.
خدمات این شبکه از طریق پایگاه اینترنتی به آدرس www.tinet.ir قابل دسترسی است.

### شبکه فن‌بازار ملی ایران
فن‌بازار به معنای بازار فناوری، محلی برای مبادلات فناوری است. در واقع فن‌بازار یك بنگاه معاملات فناوری است كه با ایفای نقش واسطه اطلاعاتی و حقوقی، وظیفه نزدیك كردن طرف‌های «عرضه» و «تقاضا» در حوزه فناوری و محصولات پیشرفته را بر عهده دارد. به نوعی در زیست بوم نوآوری و فناوری آنجایی که یک مبادله فناوری انجام می‌شود فن‌بازار می‌تواند آن مبادله را تسهیل و تسریع کند. شناسایی و ارائه فرصت‌های سرمایه‌گذاری در حوزه فناوری، جلب سرمایه‌گذاران، تسهیل روند تجاری‌سازی دانش فنی و سایر فعالیت‌های حرفه‌ای كه منجر به «توسعه بازار فناوری» می‌شود از جمله نقش‌های اساسی فن‌بازارها است.
شبکه فن‌بازار ملی ایران بر اساس نقشه جامع علمی کشور و ابلاغیه‌های شورای عالی انقلاب فرهنگی و معاونت علمی و فناوری و اقتصاد دانش بنیان ریاست‌جمهوری اسلامی ایران، ذیل پارک فناوری پردیس فعالیت می‌کند. این شبکه  به عنوان مرجع اطلاعات فناوری كشور، با هدف رفع نیازهای اطلاعاتی افرادی كه با مقوله تجاری‌سازی دانش فنی و مبادله آن سروكار دارند و نیز كمک به توسعه بازار فناوری از طریق تجاری‌سازی نوآوری‌ها در كشور، توسط پارك فناوری پردیس تأسیس گردید. در حال حاضر این شبکه با در اختیار داشتن بزرگترین بانك اطلاعات فناوری كشور، اجرای برنامه‌های متعدد ملی و بین‌المللی، برخورداری از شبكه گسترده فن‌بازارهای منطقه‌ای و تخصصی، شبكه كارگزاران حرفه‌ای تجارت فناوری، برگزاری رویدادهای تجاری تقاضا محور و عرضه محور در نقاط مختلف کشور و سایر ابزارهای قانونی، زیرساخت‌های نرم‌افزاری و سخت‌افزاری، «توسعه و مدیریت بازار فناوری كشور» را ماموریت اصلی خود قرار داده است.

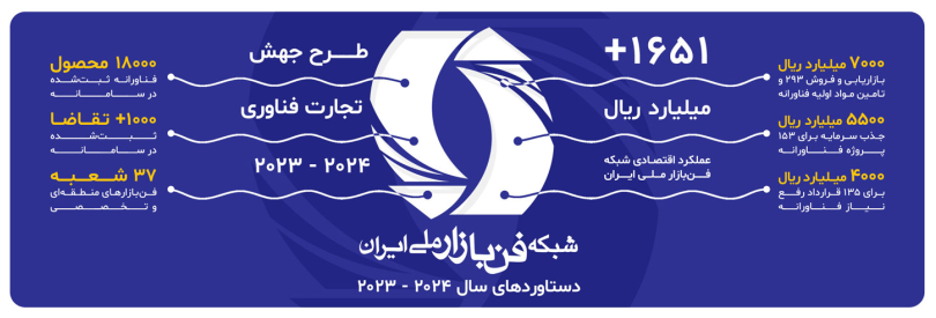
شبکه فن‌بازار ملی ایران

از جمله اقداماتی که از طریق شبکه فن‌بازار ملی ایران (شامل مرکز فن‌بازار ملی ایران و شبکه‌ی فن‌بازارهای منطقه‌ای و تخصصی) صورت گرفته می‌توان به موارد زیر اشاره کرد:
1. برگزاری بیش از 200 رویداد همرسانی از قبیل نشست تبادل و انتقال فناوری و فستیوال عرضه اختراعات؛
2. راه‌اندازی 31 دفتر فن‌بازار منطقه‌ای و 5 دفتر فن‌بازار تخصصی؛
3. همرسانی قریب به 1000 مورد قرارداد تبادل و فروش فناوری و محصولات فناورانه به مبلغ بالغ بر 15000 میلیارد ریال.
4. خدمات این مرکز از طریق پایگاه اینترنتی به آدرس www.techmart.ir قابل دسترسی است.

### صندوق توسعه فناوری‌های نوین
صندوق توسعه فناوری‌های نوین به عنوان ارائه‌ کننده متنوع‌ترین خدمات مالی در تجار‌ی‌سازی فناوری در کشور، به منظور ایجاد زمینه‌های مشارکت و سرمایه‌گذاری بخش غیردولتی و حمایت کمی و کیفی از فعالیت‌های پژوهشی کاربردی- توسعه‌ای و فناوری و همچنین ارائه خدمات مالی ویژه و منحصر به فرد به کارآفرینان متخصص و نوآوران با حمایت دولت بخصوص پارک فناوری پردیس از بهمن 1386 تأسیس گردیده است و تاکنون توانسته است از طریق بهره‌مندی از مشاوران خبره و شبکه همکاران خود در زیست بوم فناوری کشور، تاثیر قابل توجهی در جهت رفع دغدغه‌های تامین مالی شرکت‌های فناور، ایفاد نماید.
از آنجایی که یکی از مهمترین دغدغه‌های نهادهای متولی توسعه فناوری، نحوه تخصیص و هزینه‌کرد منابع مالی به صورت موثر، سریع، هدفمند و تخصصی به طرح‌های فعال در حوزه علم و فناوری در اقصی نقاط کشور می‌باشد، این صندوق با دارا بودن اختیارات قانونی و با حمایت دستگاه‌های اجرایی و پارک‌های فناوری، شرکت‌های فناور را در تجاری‌سازی محصولات خود یاری می‌نماید.
اهداف این صندوق به شرح ذیل می باشد:
- ایجاد زمینه مشارکت و سرمایه گذاری بخش غیردولتی در بخش پژوهش و فناوری؛
- کمک به دستگاه های اجرایی در جهت تجاری سازی؛
- دستاوردهای پژوهش و فناوری و رفع مشکلات و موانع ایشان؛
- جبران عدم تمایل نهادهای مالی سنتی (همچون بانک ها) برای سرمایه گذاری در فناوری های نوین و دانش بنیان به دلیل ریسک بالای آنها؛
- جبران خلاء ناشی از فقدان ادبیات مشترک بین بانک ها و محققان و نوآوران خصوصا در مسائل مربوط به دانش فنی؛
- ایجاد کسب و کارهای جدید در حوزه های مختلف فناوری های پیشرفته دارای ارزش افزوده بالا؛
- تسریع در فرایند تبدیل ایده به ثروت (نوآوری) و جلوگیری از بروکراسی معمول.
- از جمله خدمات این صندوق می‌توان به موارد زیر اشاره کرد:
- سرمايه‌گذاري خطرپذير؛
- مشاركت مدني؛
- ليزينگ محصولات دانش‌بنيان؛
- صدور ضمانتنامه‌هاي بانكي؛
- فروش اقساطي؛
- مضاربه؛
- تضمين طرح‌هاي دانش‌بنيان؛
- اعطای تسهیلات قرض‌الحسنه؛
- ارزش گذاری و قیمت‌گذاری دانش فنی، دارایی‌های نامشهود و سهام؛
- خدمات مالکیت فکری و ثبت مصادیق مالکیت صنعتی (اختراع، علامت و طرح صنعتی)؛
- برگزاری کارگاه‌های آموزشی و دوره‌های تخصصی.

این صندوق برترین صندوق پژوهش و فناوری کشور از سال 1391 تا 1399 از لحاظ حجم صدور ضمانت‌نامه و حجم ارائه تسهیلات بوده است که 46 درصد حجم ریالی ضمانت‌نامه‌های صادر شده توسط این صندوق معادل 3 هزار میلیارد ریال برای شرکت‌های عضو پارک فناوری پردیس بود. این صندوق اقدام به اعطای 1270 فقره تسهیلات قرض‌الحسنه به مبلغ 710 میلیارد ریال به افراد حقیقی و حقوقی نموده است.
این صندوق در موارد متعددی اقدام به سرمایه‌گذاری در طرح‌های فناورانه نیز کرده است.

## پروژه های بین المللی

### نمایشگاه بین‌المللی نوآوری و فناوری[۵]
نمايشگاه‌هاى بين‌المللى با رویکردهای علمي و فناوري پل ارتباطى بين بازرگانان، فناوران، صنعت‌گران و محققين کشورهاى گوناگون مى‌باشند که تنها براى نمايش کالاها و انجام مذاکرات تجارى پيرامون آنها برگزار نمى‌گردد، بلکه اطلاعات گوناگون در زمينه قيمت‌هاى رقابتى در سطح جهاني، آخرين استانداردهاى کيفي، آخرين پيشرفت‌هاى صنعتي، دستاوردهاى پژوهش علمى و ايده‌هاى اقتصادى - تکنولوژیکی نيز در خلال برگزارى نمايشگاه‌ها مورد تبادل قرار مى‌گيرند. در همین راستا با همت پارك فناوري پرديس و با حمايت معاونت علمي و فناوري رياست جمهوري از سال 1390  تا سال 1396 نمایشگاه بین  المللی نوآوري و فناوري INOTEX با حضور شرکت‌های خارجی و داخلی با رویکرد تبادل فناوری و با هدف توسعه روابط در حوزه فناوري‌های پیشرفته و تعریف همکاری‌های بین‌المللی جهت دستیابی مجموعه‌های ایرانی به آخرین فناوری‌های روز دنیا و بومی‌سازی آنان برگزار گردید. از سال 1397، نمایشگاه اینوتکس با حضور کلیه ی اجزای اکوسیستم نوآوری و فناوری کشور برگزار می شود. به طور کلی سه هدف اصلی این نمایشگاه عبارتند از:
- توسعه همکاری و مشارکت بین بازیگران کلیدی زیست بوم نوآوری و فناوری؛
- جذب سرمایه برای استارتاپ ها و شرکت  ها و معرفی فرصت  های نوین سرمایه  گذاری،
- و همچنین شبکه سازی بین  المللی و تولید محتوای ناب آموزشی.

نمایشگاه بین المللی نوآوری و فناوری با نام INOTEX که تاکنون 10 دوره از آن در کشور برگزار شده و به محلی برای گردهمایی موثرترین نقش‌آفرینان اکوسیستم نوآوری و فناوری کشور تبدیل شده است و رویدادی است برای ملاقات متخصصین و کارشناسان، کارآفرینان، سرمایه گذاران، مخترعان و سیاست‌گذاران این اکوسیستم. اگر بخواهیم نگاهی به آمار 10 دوره برگزاری نمایشگاه اینوتکس داشته باشیم باید به حضور بیش از 2250 شرکت و استارتاپ و نیز بازدید بیش از 80000 نفری مخاطبان و انعقاد 180 تفاهم‌نامه اشاره کرد. همچنین حضور 40 کشور در این رویداد از نکات حائز اهمیت است که نشان دهنده اهمیت اینوتکس از نگاه سایر کشورها است. متوسط سن بازدیدکنندگان در اینوتکس 2021، 26.2 سال بوده که این عدد نشان دهنده جوان‌هایی است که برای نوآوری و فناوری کشور خود در تلاش بوده و اینگونه رویداد‌ها توانسته نگاه آن‌ها را به خود جلب کند.
این نمایشگاه از سه بخش اصلی بخش نمایشگاهی، رویدادهای تجاری و ترویجی و بخشهای جانبی. در بخش نمایشگاهی همه بازیگرانی که به نحوی بر زیست  بوم نوآوری و فناوری کشور موثرند حضور دارند. در بخش تجاری و ترویجی نیز رویدادهایی از قبیل «اینوتکس استیج»، «اینوتکس پیچ»، «اینوتکس بتل» و «ریورس پیچ» برگزار می‌شود. 
در رویداد اینوتکس استیج، سخنرانی‌های الهام بخش توسط افراد شناخته‌شده و تاثیرگذار داخلی و بین‌المللی، پنل‌های داغ و کاربردی و نیز بررسی فرصت‌ها و چالش‌های حوزه نوآوری و فناوری برگزار می‌شود و در نهایت سه تیم اول از جوایز نقدی اینوتکس بهره‌مند خواهند شد.
در رویداد ریورس پیچ، صنایع و سازمان‌های بزرگ به بیان نیازهای فناورانه خود می‌پردازند. در میان حاضرین نیز از شرکت‌های فناور و کسانی که توانایی پاسخ دادن به این نیازها را دارند دعوت می‌شود تا راه‌حل‌های خود را متناسب با نیاز مطرح شده ارائه دهند. در اینوتکس 2021، این رویداد در 4 حوزه صنعت فولاد، فین‌تک، تجهیزات پزشکی و صنعت درودگری و با بیان 23 نیاز فناورانه و حضور بیش از 800 نفر برگزار شد. این رویداد منجر به انعقاد 33 قرارداد فروش فناوری مجموعا به مبلغ 225 میلیارد ریال گردید.
در رویداد اینوتکس بتل، تیم‌های برتر اینوتکس‌پیچ در نهایت بر روی استیج این نمایشگاه به رقابت می‌پردازند. این رقابت در نمایشگاه از سال 2020 متفاوت از قبل بوده و تیم‌های منتخب با به چالش‌کشیدن کسب و کار یک دیگر، به رقابت پرداختند. 
بخش های جانبی نمایشگاه اینوتکس نیز شامل فعالیت‌های زیر است: 
- کافه سرمایه: فرصتی ویژه برای صاحبین شرکت‌های نوپا و استارتاپ‌ها برای جذب سرمایه و مذاکره با سرمایه‌گذاران می‌باشد. در کافه سرمایه اینوتکس 2021، بیش از 25 سرمایه‌گذار و بیش از 70 استارتاپ متقاضی سرمایه حضور داشتند مجموعا 444 جلسه بین آنها برگزار شد.
- پاویون مشاوران: منتورهای شناخته شده اکوسیستم نوآوری در زمینه‌هایی همچون بازاریابی، توسعه محصولات، فنی، منابع انسانی و ... به استارتاپ  ها و بازدیدکنندگان از نمایشگاه مشاوره ارائه خواهند کرد.
- تجربه فناوری: در این بخش، تکنولوژی‌های جدیدی که به زودی وارد زندگی عموم جامعه می‌شود معرفی شده و افراد می‌توانند با این تکنولوژی‌ها آشنا شوند.
- اینوجوان: نوجوانان زیر 15 سال در این بخش به حل مسائل خلاقانه و یادگیری مبانی کارآفرینی خواهند پرداخت.

### دبیرخانه جایزه مصطفی
پس از تصویب اساسنامه جایزه مصطفی توسط شورای عالی انقلاب فرهنگی در سال 1391، رئیس پارک فناوری پردیس به عنوان دبیر شورای سیاستگذاری این جایزه جهانی تشکیل دبیرخانه جایزه مصطفی را عهده‌دار شد. به همین منظور تاسیس بنياد غیردولتی علم و فناوري مصطفي  در دستور قرار گرفت تا این حرکت علمی-فرهنگی توسط این بنیاد بین‌المللی، با منابع خیرین، واقفین و حامیان توسعه علم و فناوری در جهان اسلام در سطح بین‌الملل کارساز و اثرگذار گردد. این بنیاد با ماموریت «هم‌افزایی و ارتقای ظرفیت فعالین علم، فناوری و نوآوری«، ارتقاء سطح رفاه، امنيت و سلامت نوع بشر را دنبال کرده و در راستای الگوسازی از مفاخر علم و فناوری در جهان اسلام، جایزه جهانی مصطفی را به عنوان نشان عالي علم و فناوري جهان اسلام اعطا مي‌کند. 
نخستین دوره اعطای جایزه مصطفی در سال 1394 با استقبال جهانی از این جایزه برگزار شد و در دوره‌های بعدی، در سال‌های 1396، 1398 و دوره‌ی چهارم در سال 1400 با حضور 59 میهمان غیرایرانی شامل مدیران ارشد، شخصیت‌های برجسته علم و فناوری و علاقمندان حوزه‌ی ترویج علم و تجاری‌سازی از 15 کشور با تقدیر از 5 دانشمندان جهان اسلامی در دو گروه «برگزیدگان جایزه مصطفی» و «برگزیدگان مقیم کشورهای اسلامی جایزه مصطفی» برگزار شد که رسانه‌هایی را با رویکردهای متفاوت به قلم‌فرسایی در این رخداد علمی و فناوری جهانی واداشت.
اين بنياد در تکمیل زنجیره ارزش تحقق ماموریت خویش، در ادامه‌ی محور اعتباربخشی، سه محور دیگر ماموریتی شامل شبکه‌سازی، ظرفیت‌سازی و گفتمان‌سازی را در سطوح مختلف جامعه شامل دانش‌آموزي، دانشجويي و دانشمندان جوان، اعضاي هيات علمي و فناوران در قالب فعالیت‌های مختلف دنبال می‌نماید.
«مسابقه دانش‌آموزی نور» با هدف برانگیختن انگیزه‌های نسل نوجوان جهان اسلام، ایجاد افق‌های نوین در زمینه علم و فناوری و کمک به رشد استعدادهای درخشان، هر ساله به نام و بزرگداشت یکی از دانشمندان بزرگ جهان برگزار می‌شود تا ضمن فراهم ساختن زمینه‌ی آشنایی بیشتر جامعه دانش‌آموزی با مفاهیم علمی به صورتی کاربردی، امید‌بخشی و هویت‌سازی را در ایشان دنبال نماید و تاکنون 4 دوره از آن برگزار شد. در این مسابقات حدود 15038 دانش‌آموز در قالب 400 تیم از 8 کشور شرکت داشتند. 
«رقابت علمي كنز (KANS)» با شعار"دست در دست هم دهیم به علم" فعاليتي است که بنياد علم و فناوری مصطفي به‌منظور توسعه و تعمیق نگرش جامعه علمی و دانشگاهی به توسعه فناوری از تولید علم و جهت‌دهی استعدادهای بالقوه در این مسیر و با رویکرد حل مسئله توسط جامعه دانشجويي و دانشمندان جوان در حوزه‌هاي سلامت، انرژي، آب و محيط زيست، فناوري اطلاعات، اقتصاد و همچنین معرفی بخش‌های ویژه در هر دوره به منظور ایجاد بستری برای جلب مشارکت صنایع در ارائه‌ی مسائل مبتلابه و دریافت راهکارهای حل مسئله، برگزار می‌نماید. تاکنون 2 دوره از این رقابت جهانی برگزار شد  که 1249 اثر از 25 کشور در آن حضور داشتند.
این بنیاد در تکمیل فرآیند توانمندسازی اعضای این جامعه اقدام به ایجاد فرصت‌های تحقیقاتی با دانشمندان برجسته در سطح بین‌الملل نیز نموده است که ضمن توافق‌های بین‌المللی با دانشگاه‌های کشورهای مختلف جهت میزبانی این برنامه علمی، از ظرفیت سازمان‌های جهانی همچون کمیته علم و فناوری سازمان همکاری‌های اسلامی (کامستک) جهت بسترسازی متناسب بهره‌مند بوده است.
بنیاد علم و فناوری مصطفی به منظور توسعه فضای همکاری و تعامل موثر میان اعضای زیست‌بوم علم و فناوری درجهان اسلام اقدام به معرفی برنامه تبادل تجربیات علم و فناوری (STEP) و نشست آشنایی صنایع با دستاوردهای دانشمندان (EISA) در حوزه‌های علمی و انتقال فناوری نموده است تا امکان هم‌افزایی ایشان در رفع نیازهای جامعه بیش از پیش فراهم آید. این برنامه با برگزاری 8 نشست علمی با مشارکت دانشگاه‌های کشورهای اسلامی جامعه‌ای شامل 4000 مخاطب را از 25 کشور تشکیل داده است که منجر به 100 مورد زمینه‌های مختلف هم‌افزایی و همکاری و چندین مورد قرارداد فروش محصولات شده است. در حوزه انتقال فناوری نیز نشست‌هایی برنامه‌ریزی شده است که تاکنون زمینه تعاملات و همکاری بیش از 500 شرکت فناور، تسهیلگر و سرمایه‌گذار را از 15 کشور فراهم کرده است.
بنیاد مصطفی با تکیه بر سرمایه‌ی این جایزه جهانی در 10 سال، شبکه‌ای از 21000 مخاطب را از 50 کشور بنیان نهاده که بستر همکاری‌ها و هم‌افزایی‌هایی با تمرکز به انتفاع جامعه اسلامی و ارتقاء ظرفیت‌های ایشان فراهم آورده است. 
بنياد علم و فناوری مصطفی به منظور تامين منابع مالي خود در جهت تحقق رسالتي كه بر عهده دارد با تاسي از سنت حسنه وقف و منابع قرض‌الحسنه با شعار "هر مسلمان يك سهم براي توسعه علمي و فناوري" از منابع مردمي استفاده نموده است كه تاکنون منجر به همراهي بیش از 400 عضو در قالب جامعه خادم‌المصطفي به عنوان پيشگامان توسعه وقف علم و فناوري از 22 كشور جهان شده است (تصویر 4).

### شبکه تبادل فناوری هشت کشور اسلامی در حال توسعه(D8-TTEN)
پارك فناوري پرديس در راستاي توسعه همكاري‌هاي بين‌المللي، ايجاد شبكه و بستري براي توسعه تعاملات فناوري بين هشت كشور عضو D-8 را برنامه‌ریزی کرد. پيرو برگزاري سومين اجلاس وزراي صنعت و هفتمين اجلاس كارشناسان ارشد گروه D-8  از در سال‌ 1391 در كشور بنگلادش، طرح پيشنهادي شبكه انتقال و تبادل فناوري D-8 (D-8 Technology Transfer and Exchange Network (D-8 TTEN)) توسط پارک مطرح شد و در کارگروه فناوری به‌تصويب کشورها و نهایتا وزراي صنعت اين گروه رسيد.

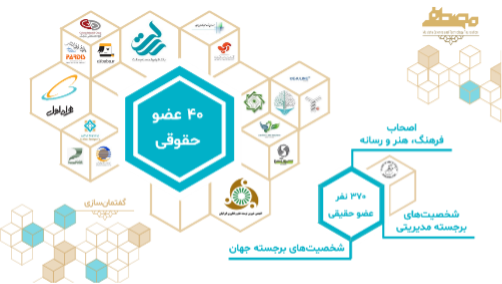
تصویر 4) اعضای جامعه خادم‌ المصطفی

بر اساس اين مصوبه، پارك فناوري پرديس به‌نمايندگي از جمهوری اسلامی ايران و به ‌عنوان دبيرخانه D8-TTEN، تامين زيرساخت ايجاد اين شبكه را عهده‌دار شده است و ضمن برگزاري اولين جلسه شوراي عالي اين شبكه (متشكل از دبيركل سازمان دي‌هشت، سفراي كشورهاي عضو و نمايندگان كشورهاي عضو دي‌هشت و ...) در سال‌ 1392 در تهران، شبكه مذكور به‌صورت رسمي كار خود را شروع کرد.
D-8 TTEN يك شبكه اطلاعاتي و مبادلاتي ميان كشورهاي اندونزي، ايران، بنگلادش، پاكستان، تركيه، مصر، مالزي و نيجريه است كه از طريق ظرفيت‌سازي و اطلاع‌رساني دستاوردها و نيازهاي فناوري و ساماندهي مبادلات فناوري، همگرايي و هم‌افزايي بين كشورهاي عضو را در زمینه فناوری بر عهده دارد.
چشم‌انداز این شبکه، ایجاد بزرگترین بستر انتقال فناوری و تبادل محصولات دانشی میان کشورهای هدف شبکه برای توسعه مبادلات فناوری میان کشورها است و از جمله اهداف آن می‌توان به موارد زیر اشاره کرد:
- ایجاد، توسعه و تقویت شبکه همکاران حوزه فناوری میان کشورهای عضو؛
- حمایت از همکاری‌های فناورانه میان کشورهای عضو سازمان دی-هشت؛
- فرصت‌زايي، هم‌افزايي و ظرفيت‌سازي بخش خصوصی و دولتی در حوزه‌های مختلف فناوري؛
- زمينه‌سازي و برنامه‌ريزي براي توسعه بازار فناوری و محصولات فناورانه.
- برخی اقدامات و فعالیت‌های انجام شده توسط دبیرخانه شبکه در سال‌های گذشته به‌شرح زير می‌باشد:

1. برگزاری جلسات شورای عالی شبکه در کشورهای عضو به منظور تصمیم‌گیری، ارائه راهکار و سیاستگذاری برای توسعه فعالیت‌های فناورانه در کشورها توسط نمایندگان دولت‌ها؛
2. برگزاری دو جلسه همفکری با موضوع "انتقال دانش و تخصص در بين كشورهاي عضو سازمان كنفرانس اسلامي" با محوریت D-8 TTEN  و با حضور بانك توسعه اسلامي، کامستک، مرکز آموزش و پژوهش‌های آماری، اقتصادی و اجتماعی سازمان همکاری‌های اسلامی ، مركز همكاري‌هاي فناوري و نوآوري ریاست جمهوری؛
3. ایجاد جایزه بهترین انتقال فناوری میان کشورهای عضو D-8 و OIC با هدف ترویج مشارکت و تعامل بیشتر شركت-هاي فناور در سطح کشورهای اسلامي؛
4. برگزاری کارگاه آموزشي بين‌المللي «انتقال فناوري براي كشورهاي عضو گروه D-8»؛[۸]
5. برگزاری نشست‌های تجاری-فناوری در حوزه‌های مختلف؛
6. برگزاری چهار نشست سرمایه‌گذاری فناوری (TIM) در تهران به منظور ايجاد فرصت تامين مالي در حوزه فناوري و تقويت توانمندي هريك از كشورها با ارائه تسهیلات تامین مالی قراردادهای انتقال فناوری؛[۹]
7. برگزاری سه دوره از سلسله نشست‌های تجاری-فناوری با هدف توسعه انتقال فناوری و بازار محصولات فناورانه شرکت‌های فناور کشورهای عضو گروه D-8؛
8. راه‌اندازی پورتال عرضه و تقاضای فناوری برای نمایش رکوردهای فناوری کشورهای عضو گروه D-8؛
9. برگزاری 2 دوره اهدای «جایزه انتقال فناوری» به‌منظور تشويق كشورهاي عضو سازمان همکاری‌های اقتصادی دی-هشت به مشاركت در فرآيند تبادل فناوري؛

### همکاری با متخصصان و کارآفرینان ایرانی خارج از کشور
جذب متخصصان ایرانی غیرمقیم همواره یکی از اهداف اصلی پارک فناوری پردیس بوده است. در همین راستا علاوه بر برخوردار بودن از مزایای جاری در این مجموعه، متخصصان و کارآفرینان ایرانی خارج از کشور همواره در اولویت اصلی جذب، ارزیابی سریع طرح‌ها، تخصیص فضای کاری اشتراکی، استیجاری و یا اراضی و سایر ارائه خدمات می‌باشند. 

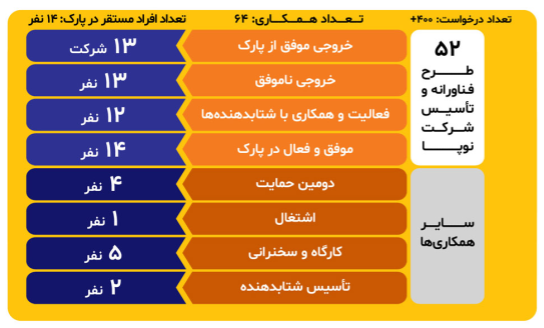
همکاری با متخصصان و کارآفرینان ایرانی خارج از کشور

در کنار تمرکز و هدف پارک فناوری پردیس، برنامه همکاری با متخصصان و کارآفرینان ایرانی خارج از کشور در راستای نیل به اهداف بلندمدت چشم‌انداز علمی کشور و بهره‌گیری از ذخایر علمی فارغ‌التحصیلان برجسته ایرانی، به‌منظور انتقال دانش، تجربه و ایده‌های فناورانه به داخل با همکاری دانشگاه‌ها، پژوهشگاه‌ها، پارک‌های علم و فناوری، شرکت‌های دانش‌بنیان و مراکز رشد و نوآوری منتخب کشور به عنوان «پایگاه تخصصی همکار» توسط مرکز تعاملات بین‌المللی علم و فناوری اجرا می‌گردد. 
پارک فناوری پردیس همواره به‌عنوان یکی از برترین پایگاه‌های تخصصی همکار در این طرح شناخته شده است. نحوه ثبت‌نام، ضوابط و شرایط برخورداری از حمایت‌های طرح همکاری با متخصصان و کارآفرینان ایرانی خارج از کشور در سامانه مربوطه به آدرس www.connect.isti.ir قابل مشاهده و بهره‌برداری می‌باشد. در میان انواع حمایت‌های ذکر شده در این طرح، پارک فناوری پردیس در قالب‌های زیر به تعریف همکاری با ایرانیان غیرمقیم می‌پردازد:
- فعالیت‌های فناورانه
- سخنرانی و کارگاه‌های تخصصی
- اشتغال در شرکت‌های فناور